# リュジニャン家

リュジニャン家の紋章。ライオンの図柄は第3回十字軍の時にリチャード1世から下賜された。

リュジニャン家（フランス語: Maison de Lusignan、英語: House of Lusignan）は、フランス発祥の一族で、エルサレム王国、キプロス王国およびキリキア・アルメニア王国の国王を輩出するとともに、イングランドおよびフランスにおいても大きな影響力を有した。
この一族はリュジニャン近くポワトゥーで10世紀初頭に興った。11世紀の終わりまでには、一族はリュジニャン城を拠点とする最も有名な下級領主となっていた。12世紀後半には、婚姻と相続を通して、分家がエルサレム王国およびキプロス王国を支配することとなり、一方、13世紀初めには本家はラ・マルシュ伯およびアングレーム伯を継承した。十字軍国家の王として、一族はキリキア・アルメニア王国のヘトゥム朝君主と姻戚関係を持つこととなり、14世紀半ばには婚姻を通してこの王国をも支配下におさめた。しかし、後にアルメニア王家はフランスに亡命、キプロス王家が王位継承を主張し、最終的には王国はヴェネツィア共和国に併合された。

## 歴史

### 発祥

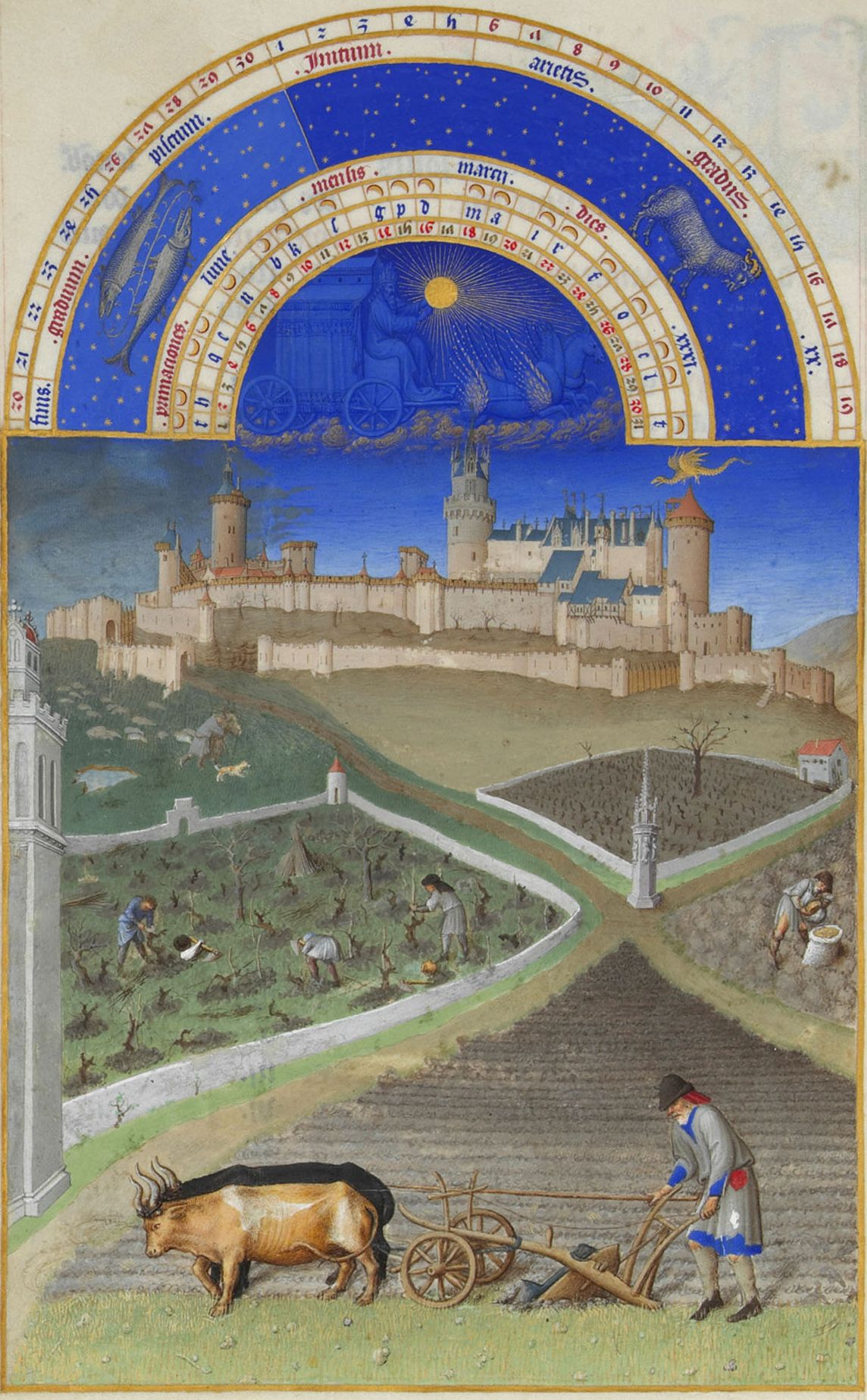
ベリー公のいとも豪華なる時祷書、3月: リュジニャン城

ポワティエ近くのリュジニャン城がリュジニャン家の本拠地である。この城はユグノー戦争の時に破壊され、土台だけが残っている。この城の伝説によると、この城は初めに伝説上の水の精メリュジーヌによって建てられたとされる。リュジニャンの城の領主はラ・マルシュ伯となり、アングレーム伯とともにしばしば戦った。

### フランスにおける一族

#### リュジニャン卿

リュジニャン城主の紋章

- ユーグ1世（10世紀初頭）
- ユーグ2世（967年没）
- ユーグ3世（1012年没）
- ユーグ4世（1026年没）
- ユーグ5世（1060年没）
- ユーグ6世（1110年没）
- ユーグ7世（1151年没）
- ユーグ8世（1173年没）

#### ウー伯

リュジニャン家ウー伯の紋章

- ラウル1世（1197年 - 1246）
- ラウル2世（1246年 - 1250）
- マリー（1250年 - 1260）

#### ラ・マルシュ伯
- ユーグ9世（1219年没）

#### ラ・マルシュ伯およびアングレーム伯
1220年、ユーグ9世の息子であるユーグ10世は、イザベル・オブ・アングレームと結婚し、アングレームを手に入れた。
- ユーグ10世（1249年没）
- ユーグ11世（1250年没）
- ユーグ12世（1270年没）
- ユーグ13世（1303年没）
- ギー（1308年没）
- ヨランド（1314年没）

1308年、ヨランドはリュジニャン、ラ＝マルシュ、アングレームおよびフージェールの領土をフランス王フィリップ4世に売り渡した。それらはフランス王領地および主要なアパナージュとなった。

### 十字軍国家の君主

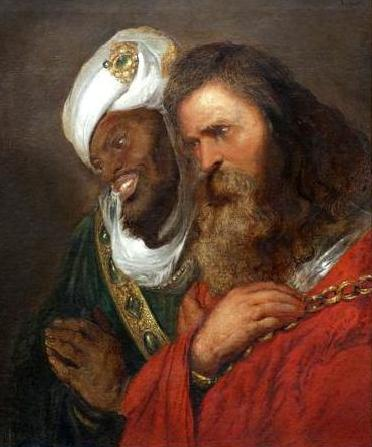
ギー・ド・リュジニャン とサラディン。「Saladin en Guy de Lusignan」、ヤン・リーフェンス作、1625年。

1170年代に、エメリー・ド・リュジニャンはイングランド王リチャード1世（この時アキテーヌ公でもあった）により、領地から追放され、エルサレムにたどり着いた。ポワティエ近くのその領地はリュジニャンの本拠地が含まれていた。エメリーはボードゥアン・ディブランの娘エシーヴと結婚し、エルサレム宮廷に出入りするようになった。エメリーはまた、エルサレム王ボードゥアン4世の王母でヤッファおよびアスカロン伯領を有し、シドン領主レジナールと再婚していたアニェス・ド・クルトネーの庇護を得ることができた。エメリーはヤッファにおけるアニェスの軍司令官（Constable/Connétable）に任命され、後にエルサレム王国の軍司令官となった。敵対派の間ではエメリーはアニェスの愛人と噂されたが、真相は不明である。彼の出世は、イブラン家から彼を引き離す目的があったと見られている。イブラン家は、アモーリー1世の従兄弟でエルサレム摂政をつとめた レーモン3世と近しい関係にあった。エメリーの弟ギー・ド・リュジニャンは、1180年のイースターより前にエルサレムを訪れた。兄エメリーの助言によってギーがエルサレム行きを決めたという、エルノールの記述の通りでなければ、いつギーがエルサレムに到着したかは全く不明である。現代の多くの歴史家は、ギーは1180年にはすでにエルサレムである程度の地位を築いていたとしているが、それを裏付ける同時代の記録等はない。ただ、エメリーの成功がギーの社会的、政治的出世を助けたことは確かである。
より古い文献（ギヨーム・ド・ティールやエルノールからの引用）によると、アニェスはトリポリ伯レーモンに斬首された政敵がアニェスの娘シビーユを自分たちの選んだ相手と結婚させて操ろうとしていたことを憂慮し、この計画を潰すために息子にシビーユとギーを結婚させるよう忠告した、と言われている。しかし、王は昔の歴史家が述べるほど従順ではなく、王自身が国家間の関係を考えた結果とみられている。シビーユが在地貴族とでなく、外部からの王国への援助を集めることが出来る人物と結婚することが必須となっていたのである。新フランス王フィリップ2世はまだ若く、望みの綱はボードゥアンの従兄弟ヘンリー2世であり、トマス・ベケットの事で教皇により懺悔の巡礼の義務を課せられていた。ギーはアキテーヌ公リチャードおよびその父ヘンリー2世の家臣であり、かつて叛いた家臣として、ギーを国外にとどめておく必要があった。
ギーとシビーユは1180年の復活節に急いで結婚し、明らかにエメリー・ド・リュジニャンの義父ボードゥアン・ディブランとシビーユを結婚させようとしていたレーモン一派による反乱を防ごうとしていた。この結婚によりギーもまたヤッファ伯、アスカロン伯およびエルサレムのバイイとなった。ギーとシビーユとの間にはアリスとマリアの2人の娘が生まれた。シビーユはすでに前夫グリエルモ・ディ・モンフェッラートとの間に息子を儲けていた。

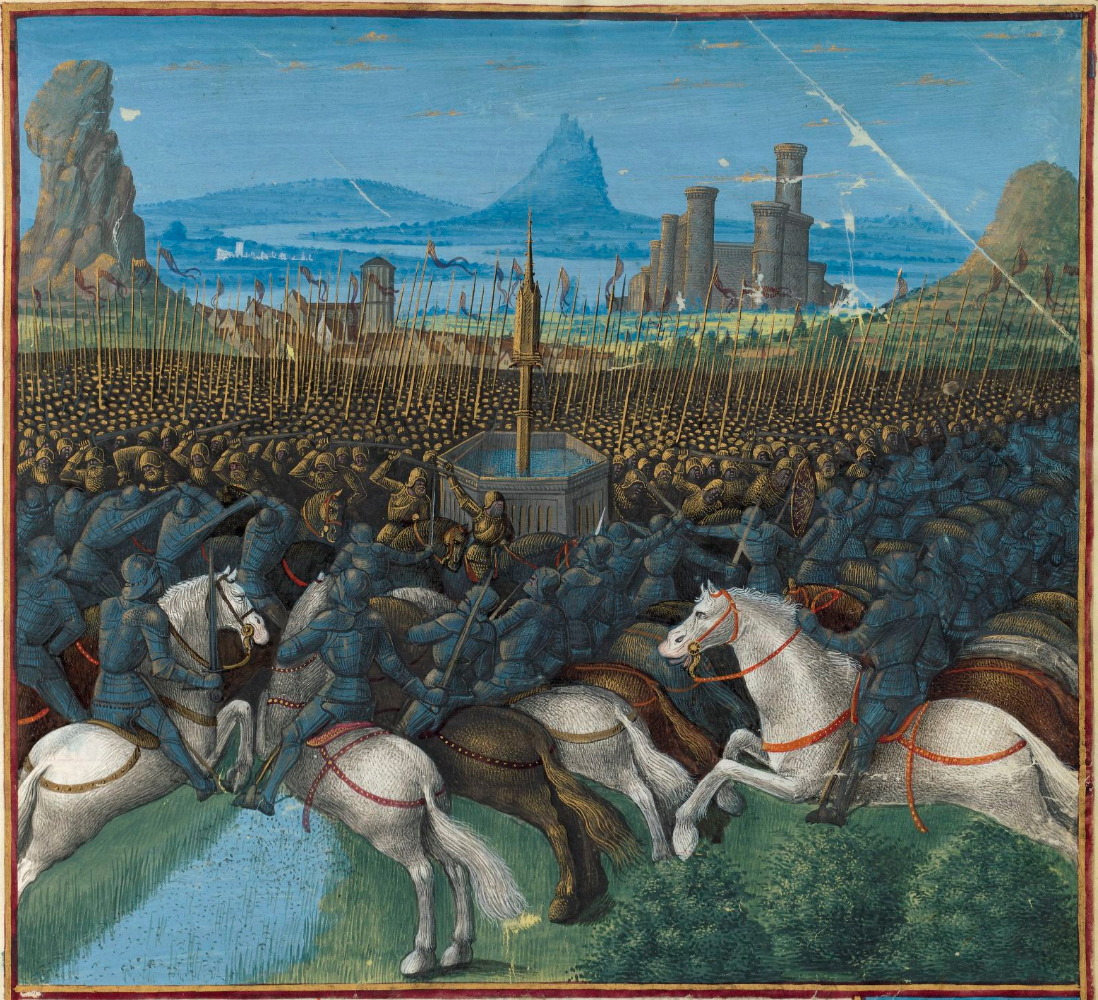
ヒッティーンの戦い。この戦いでギー・ド・リュジニャンがサラディンに捕えられ、エルサレムを失った。

野心的なギーは、1182年初頭にボードゥアン4世に自身を摂政とするよう説得した。しかし、ギーおよびルノー・ド・シャティヨンは2年の停戦期間の間にサラディンに対し挑発行為を行った。しかし、ケラクの占領においてギーが躊躇したことで、王はギーに失望した。1183年後半から1184年にかけて、ボードゥアン4世は姉とギーとの結婚を解消させようとした。ボードゥアン4世は忠実な人物と姉が結婚することを望んでおり、ギーの頑固さと不服従に不満を抱いていた。シビーユはアスカロンに留め置かれた。シビーユとその息子をギーから引き離すのに失敗した王と高等法院は、シビーユの息子ボードゥアンをシビーユより高い王位継承順位につけ、シビーユとイザベルに関してもその後の王位継承について取り決めた（ボードゥアンと高等法院はイザベルにシビーユと同等の王位継承権があるとした）。1186年にボードゥアン5世が死去した後、ギーとシビーユは軍を率いて、葬儀のためエルサレムに向かった。シビーユはギーとの結婚を解消することを条件に、エルサレム女王とされた。その代わりに、シビーユは自らが選んだ人物と結婚することが出来るとされたが、シビーユは家臣たちの反対の中、ギーとの再婚を選んだ。

12世紀の十字軍国家。当時のリュジニャン家はエルサレム王国、アンティオキア公国およびトリポリ伯国を統治していた。

ギーがエルサレム王であった期間は、災難続きであった。1187年、ギーはサラディンにヒッティーンの戦いで敗北し捕らえられ、ダマスカスに連れて行かれ、サラディンは王国の大半を征服した。ギーは解放され、ギーとシビーユはティールへ避難しようとしたが、イザベルの夫コンラート・ド・モンフェラートに阻まれた。アッコの包囲の間の1191年に、シビーユと2人の娘が死去し、これによりイザベルがエルサレム女王となった。ギーはリマソールへと向かい、イングランド王リチャード1世に会いキプロス征服に参加し、リチャードの婚約者を捕らえたキプロス太守に報復した。その後、リチャードとギーはアッコの占領に戻った。リチャードはエルサレム王位への要求を断念しギーを支持した。一方フランス王およびオーストリア公は親類にあたるコンラートを支持した。この争いの中、最終的にコンラートは暗殺された。リチャードは投票で決しようとしたが、コンラート側が勝利し、ギーには不利な状況であった。
リチャードはキプロスをテンプル騎士団に売り渡し、さらにギーに売り渡した。ギーは1194年に死去し、キプロスは兄エメリーが継承した。ローマ皇帝ハインリヒ5世はエメリーを初代キプロス王に戴冠し、1197年にはエメリーはエルサレム女王イザベル１世と結婚し、リュジニャン家に再びエルサレム王位がもたらされた。エメリーが王として最初に行った行動の1つが、ムスリムと5年の休戦を結んだことであった。

### イギリスにおけるリュジニャン家

初代ペンブルック伯ウィリアム・ド・ヴァランスの紋章

一方で、1199年ジョンがイングランド王位に就いた時、フランスではユーグ・ル・ブルンが、他のポワトゥーの大多数の領主同様、リチャード1世の後継者としてブルターニュ公アーサーを再び選んだ。アリエノール・ダキテーヌはジョン王支持と引き換えにイングランド側の要求を断念した。ラ・マルシュにおけるユーグの立場を保証するため、妻を亡くしていたユーグは敵対していたアングレーム家の娘イザベル・ダングレームとの婚約が取り決められた。しかし1200年8月、ジョン王は自身がイザベルと結婚し、ユーグ・ド・ラ・マルシュとその弟からノルマンディーのウーの地を取り上げた。権利を侵されたリュジニャン家は、君主であるフランス王フィリップ2世に頼った。フィリップはジョンにフランスへ来るよう求め―それは戦略的に不可能であったが―、ジョンが反抗的な臣下であると宣言した。リュジニャン家の支持者はアーサーとアリエノールの両者を拘束しようとしたため、1202年7月、ジョンはミルボー城でその突然の実力行使に驚き、ユーグを200人のポワトゥー人戦闘員と共に幽閉した。ジョン王のこの野蛮な行動によりジョン王の形勢は不利となり、フランスの貴族はジョン王を見捨てるようになった。このリュジニャン家の反乱により、イングランドはフランスにおける領地の半分を失うこととなり、すぐにフィリップ2世によりフランスに併合された（残り半分のアキテーヌはいまだ生きていたアリエノールが領有していた）。ジョン王は1216年に死去し、息子ヘンリー3世が王位を継ぎ、王妃イザベラは1220年にユーグ10世・ド・リュジニャンと結婚し5人の子をもうけた。
ウィリアム・ド・ヴァランスは、ギヨーム・ド・リュジニャンとして、ラ・マルシュ伯ユーグ10世とジョン王の王妃であったイザベル・ダングレームとの間に生まれた。1247年、異父兄ヘンリー3世の要請を受けて、ウィリアムは2人の兄弟とともにフランスからイングランドに移住した。王はすぐにこの兄弟を権力の座につけ、ウィリアムを初代ペンブルック伯ウィリアム・マーシャルの孫娘で女子相続人のジョアン（1307年没）と結婚させた。ヴァランスは領地とペンブルック伯位を得て、イングランドで莫大な財産と権力を手にした。結果として、ヴァランスは嫌われ、第2次バロン戦争に巻き込まれ、6代レスター伯シモン・ド・モンフォール率いる反乱軍と敵対する王および王子エドワードを支持した。1265年、イーブシャムの戦いにおいて最終的に反乱軍に敗北を喫した後、ウィリアムは1296年に死去するまで、ヘンリー3世およびエドワード1世に仕えた。
ウィリアムの長男エイマー（1265年頃 - 1324年）が父親の跡を継いだが、母ジョアンが亡くなる1307年まで正式にはペンブルック伯とは認められなかった。エイマーは1306年にスコットランドの守護者に任ぜられたが、エドワード2世が即位し、寵臣ピアーズ・ギャヴィストンが権力を増大させると、エイマーの影響力は低下した。彼は不満を持つ貴族らの中心となったが、1312年、10代ウォリック伯ガイ・ド・ビーチャムがエイマーを裏切りギャヴィストンを捕え処刑した後、エイマーは仲間から離れ、王側についた。ヴァランスは1314年のバノックバーンの戦いに参加し、後にエドワード2世が2代ランカスター伯トマスを倒す際に手助けをした。しかし、1324年にエイマーが死去したときには、エイマーは宮廷から遠ざけられ、経済的に困窮していた。エイマーの妻であるマリー・ド・シャティヨンは、イングランド王ヘンリー3世の子孫であり、ペンブルック・カレッジの設立者である。

### キプロス王
ムスリムとのさらなる6年の停戦期間の後には、エメリーをはじめとした王族はほとんど死去していた。エメリーの唯一生き残っていた息子ユーグ1世は1205年にキプロス王となったが、エルサレム王位はイザベルとコンラートとの間の長女マリーの手に渡った。ユーグは義理の妹で、イザベルとシャンパーニュ伯アンリ2世との間の娘アリスと結婚し、3人の子を儲けた。末子で唯一の男子であるアンリは1218年に生後8か月で王位につき、生母アリスが摂政となった。しかし実際にはアリスの叔父（母イザベルの異父弟）フィリップ・ディブランおよびその兄ジャン・ディブランが政治を担った。
1225年、アンリが8歳の時、ニコシアの聖ソフィア大聖堂で戴冠した。この幼くしての戴冠は、皇帝フリードリヒ2世が権力を手に入れようとしていることを察知した大叔父ジャン・ディブランの政治的策略であった。1228年、それは実際に起こり、フリードリヒ2世はジャン・ディブランから摂政の座およびキプロス島を奪った。しかし、フリードリヒが4月に島を去った時、ジャンは権力を奪還するため反撃し、ロンバルド人の戦い（War of the Lombards）が起こった。アンリは1232年、15歳で親政を開始したとみられる。1246年から1253年まで、アンリは若いコンラート4世のため、エルサレム摂政をつとめた。アンリは3度結婚したが息子を1人得たのみで、その息子ユーグ2世が1253年のアンリ1世の死後、生後2か月で王位を継承した。ユーグ2世は1267年に14歳で死去し、第一リュジニャン家は断絶した。

## 第二リュジニャン家

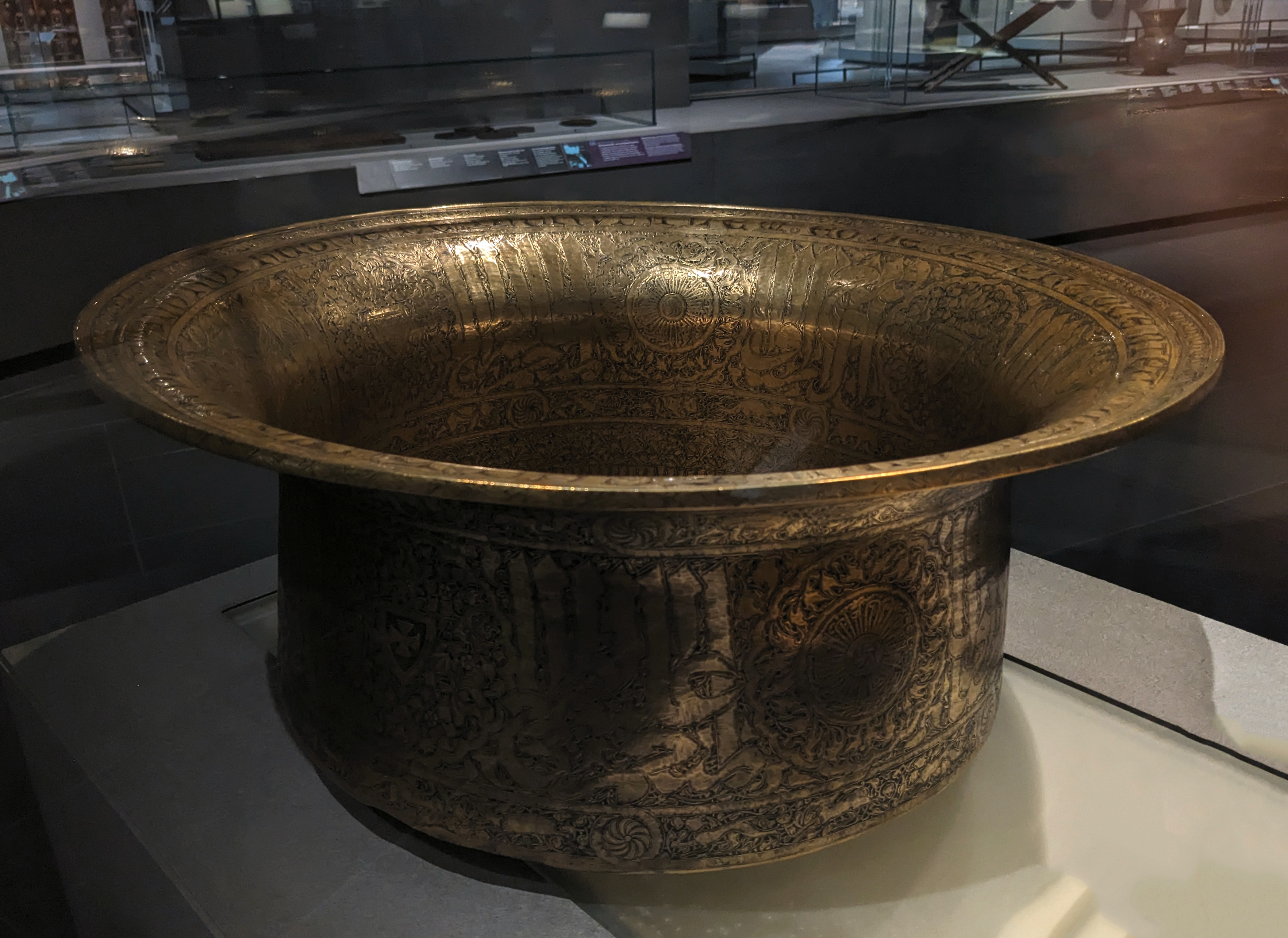
キプロス王ユーグ4世のものとされている洗面器。アラビア語の銘で「神に愛されし、フランクの先鋭軍の先導者の1人、ユーグの命により制作」と書かれている。他にフランス語で、「Très haut et puissant roi Hugues de Jherusalem et de Chipre que Dieu manteigne」（「高貴で強き王エルサレムとキプロスのユーグ、神よ彼を守りたまえ」）と書かれている。14世紀、エジプトまたはシリア、ルーヴル美術館。

### テンプル騎士団の崩壊
ユーグ・ド・ポワティエは、母方の祖父がキプロス王ユーグ1世であり、リュジニャンの姓を名乗ることで第二リュジニャン家を興し、従兄弟の跡を継いでキプロス王ユーグ3世となった。1268年、コンラディンの処刑の後、ユーグはエルサレム王位についた。しかしユーグはエルサレム貴族と対立するようになり、1276年にキプロスに戻った。聖トマス・アクィナスは、ユーグのために『君主の統治について』を書いた。1284年、ユーグの息子ジャン1世がキプロス王位およびエルサレム王位を継承したが、1年後に死去した。ジャンは弟アンリ2世により毒殺されたと考えられている。1291年、エルサレム王国の最後の残存者がエジプトのスルタンアシュラフ・ハリールに捕まった。アンリはキプロスに逃げ、キプロスはアンリの統治下で反映した。アンリは記録の保管のため歴史上初めて「高等法院（Haute Cour）」を設置し、さらにそれを単なる諮問機関ではなく罪を裁く法廷とした。ペルシアとの同盟および2度にわたる教皇クレメンス5世に対する支援要請にもかかわらず、アンリはエルサレム奪還の目標は果たされなかった。
アンリ2世はてんかんにかかり、統治することができなくなった。一部の貴族はアンリ2世の支配に不満を持った。キプロス軍司令官であった弟ギーは、テンプル騎士団の助けを借りた国家転覆を兄ティルス領主アモーリーにそそのかし、アンリ2世はギーを反乱を企てた罪で処刑した。この反乱は早期に軍事衝突なしに行われた。アモーリーはキプロス摂政となり、アンリ2世はアルメニアに逃亡したがアモーリーの義兄弟であるアルメニア王オシンにより幽閉された。アルメニアはヴェニス、ジェノヴァおよびホスピタル騎士団との関係を修復し、人気を回復した。1300年、ティルス領主アモーリー・ド・リュジニャンをはじめとするリュジニャン家一族は、聖地を奪還するためにガザン・ハン率いるモンゴルと軍事同盟を結んだが、成功しなかった。1307年、教皇クレメンス5世はフランス王フィリップ4世からの圧力により、すべてのテンプル騎士団員を逮捕しその財産を没収するよう命じ、アモーリーはそれに従わざるを得なかった。これにより、小規模の反乱が起こり、アンリを再び王とするために呼び戻したが、すぐに鎮圧された。逮捕されたテンプル騎士の中には、2名のイブラン家のメンバーを含む貴族が何名か含まれていた。アモーリーは1310年にシモン・ド・モントリフ（Simon de Montolif）に殺害された。アルメニア王オシンがアンリ2世を解放した後、ヨハネ騎士団の助けによりアンリは王位を奪還した。アモーリー派であった者は、アモーリーの死後支配者となっていた弟エメリーを含め、捕まった。

### アルメニア王

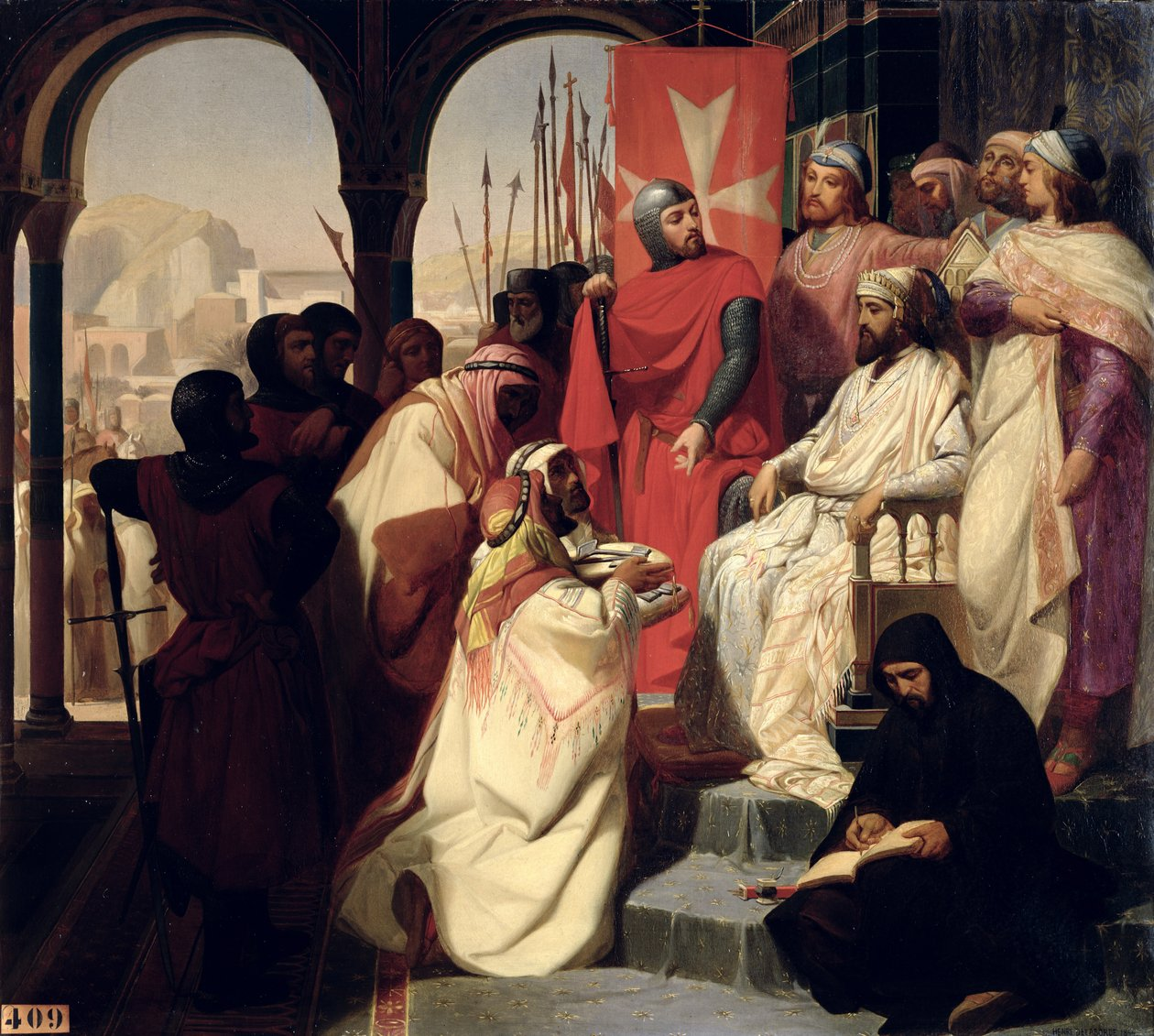
王座に就いた	コスタンディン5世。「Les chevaliers de Saint-Jean-de-Jerusalem rétablissant la religion en Arménie（アルメニアで改宗活動を行うエルサレムの聖ヨハネ騎士団」。1844 年、アンリ・ドラボルド画。

1342年、アモーリーの息子ギー・ド・リュジニャンはアルメニア王に選ばれ、コスタンディン4世を名乗った。摂政オシン・コリコスが前王を毒殺し、ギーの母と2人の兄弟を殺害したとの噂から、ギーは当初は王位に就くことに乗り気ではなかった。コスタンディンの主導で、リュジニャン家はアルメニア人にカトリック信仰とヨーロッパ的な生活を強制した。アルメニア人指導者たちは広くこれを受け入れたが、農民はこの変化に反発した。最終的に、これは市民の衝突を招いた。コスタンディンは1344年、暴動により殺害され、王位は遠戚のコスタンディン5世の手に渡った。コスタンディンは王位継承権を持つ親族を全て取り除くため殺害を試みたが、それら親族はキプロスに逃亡した。

### キプロス王国の黄金時代
ユーグ4世は29歳で王位についたが、他のこれまでのリュジニャン家の王と異なり、キプロスの統治に専念し、息子ピエールがエルサレムに向けて十字軍を率いてほしいという頼みも拒否した。その代り、ユーグは国内の問題に重点を置き、賞罰にこだわった。ピエールと三男ジャンが無断でヨーロッパを旅した時には、ユーグは息子らを助けた男を拷問した後絞首刑にし、船を送り息子らを見つけさせ牢に入れた。ユーグは芸術、文学および哲学に強い関心を持ち、ラピソスにあった夏の離宮で定期的に哲学論議を主催したり、ジョヴァンニ・ボッカッチョに『異教の神々の系譜』を依頼した。1347年、息子ピエールは剣騎士団を創設し、そのモットーは家訓の「Pour Lealte Maintenir」であった。
1358年、ユーグは退位し、継承者であった孫のユーグの代わりに好戦的な息子ピエールを王位につけた。ピエールは、キプロスは中東の最後のキリスト教国のとりでであり、ムスリムと戦い、小アジアの沿岸部を襲うのが自身の使命と信じていた。コリコスの人びとはムスリムからの防衛を求めていた。ピエールは親類であるロベール・ド・リュジニャンをコリコス攻撃を指揮させるために派遣した。リュジニャン軍は勝利し、ピエールと対立するムスリムの指導者らは共にキプロスでの攻撃を開始した。ムスリムが上陸する前にムスリムの艦隊を壊滅させるために、ピエールはロードス島の聖ヨハネ騎士団、教皇軍および地中海の海賊らと合流した。さらにアンタルヤでの敗北の後、この地の残ったエミールらは貢物をさし出し、ピエールはこれを受け、旗、紋章およびリュジニャン家のその他の目印を贈り、各都市に掲げさせた。ピエールは私的に征服した地を訪れ、それぞれの地で戦利品、贈り物や賛美を受けた。
ピエールはキプロスに戻ったとき、王位を失いかけた。かつて王位継承者であった甥のユーグが自らを王と認めてもらうため教皇ウルバヌス5世を訪れたからであった。ピエールは自ら主張するためアヴィニョンに向かって旅立った。ウルバヌスはピエールの王位を認めたが、ユーグはかなりの補償を毎年受けることとなった。ピエールはまた、十字軍について教皇と話し合い、軍の強化のため他の諸侯を訪問することを決めた。ピエールはドイツ、フランスおよびイングランドを訪れ、そこで名高い「五王の晩餐会」が行われた。1363年、ピエールは、ポーランド王カジミェシュ3世主催のクラクフ会議に参加した。他の参加者はカール4世、ハンガリー王ラヨシュ1世、デンマーク王ヴァルデマー4世などであった。話し合われた議題は、ピエールの十字軍、王たちの間の平和条約、およびポーランド王位の継承についてであった。ピエールはトーナメントに勝ち、名声を得た。

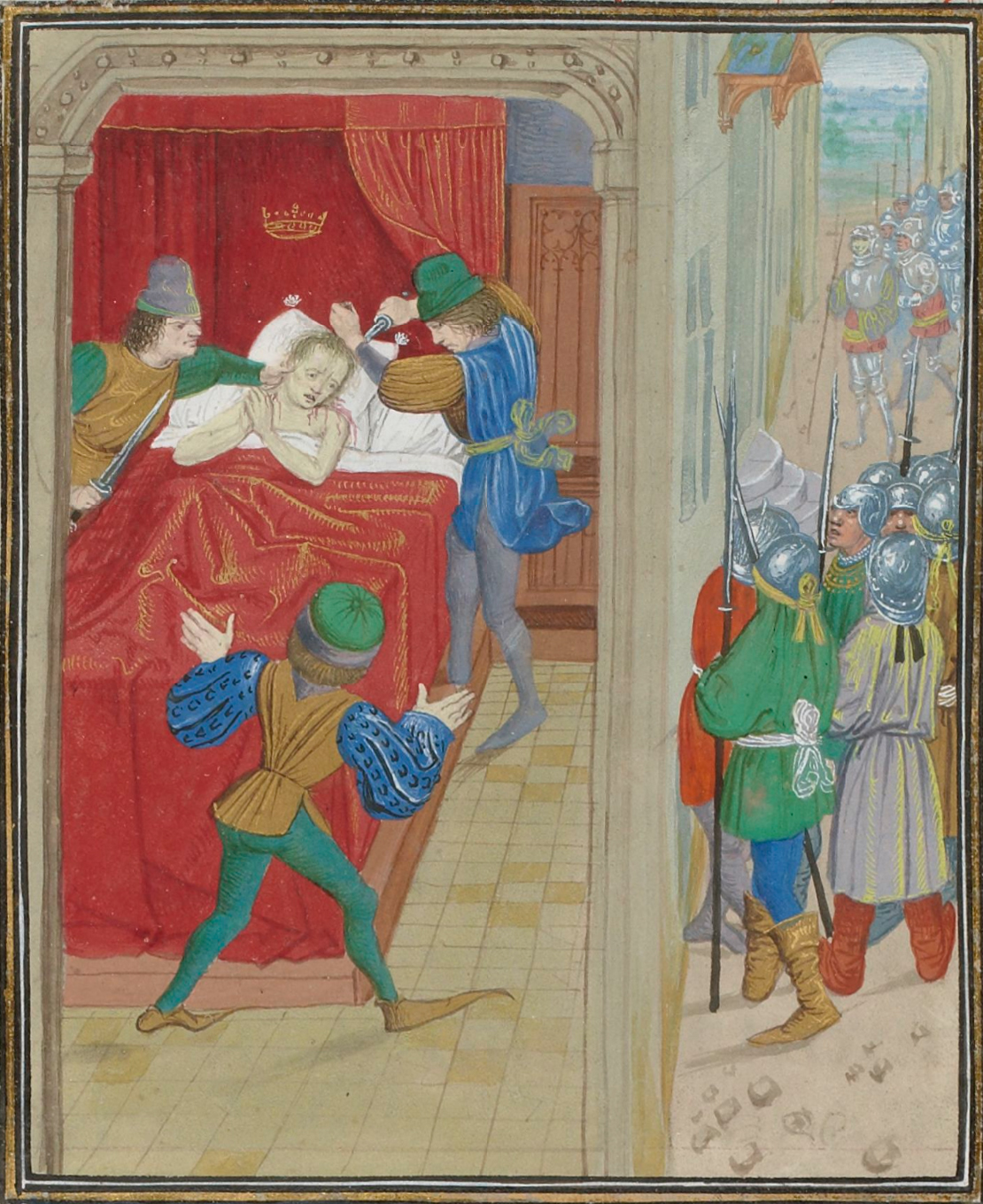
キプロス王ピエール1世の暗殺。「Assassinat Pierre de Lusignan, roi de Chypre」、15世紀、ジャン・フロワサール。

ピエールが新たに十字軍を結成し、知名度を上げる一方で、弟ジャンはキプロスの副王として統治を行い、多くの困難に直面していた。それは1363年に発生した疫病で、姉エシーヴを含む多くのキプロス人の死者が出た。トルコ人はキプロス人に死者が出ていると聞き、村を襲い略奪を行った。またこの間に、ファマグスタに停泊していたジェノヴァ海軍とキプロス人との間で争いが勃発した。ピエールはその時ジェノヴァに滞在しており、平和交渉を行った。ピエールは主要な諸侯からの支援を得るのに失敗したが、アレクサンドリア十字軍のため出発した。ピエールはアレクサンドリアを破壊したが、カイロへ向かうことを阻止され、スルタンをただ怒らせただけだった。ピエールはベイルート、トリポリに向かい、1368年には十字軍結成のためヨーロッパ諸侯を再びまとめようとした。教皇ウルバヌス5世はその代わりにピエールにエジプトのスルタンと和平を結ばせた。スルタンはピエールの十字軍への報復としてキリスト教国の船を襲わせていたのである。ピエールの統治下での商業の発展により、ファマグスタは当時もっとも裕福な都市の1つに成長した。そして、富裕層が浪費した生活を送ることが出来る場所という名声を得ることとなった。
ピエールはローマに滞在している間に、アルメニア貴族がピエールを王に推戴したいと考えているという知らせを受けた。ピエールが不在の間、王妃が不貞を働いたことが判明したため、ピエールはキプロスに帰り、彼自身の弟らも含め、王妃が好意を示したすべての貴族を処罰した。1369年、ピエールは自身の騎士3人にベッドで殺害された。ピエールは治世の間に、騎士道の鑑として知られており、リュジニャン朝の王の中で最も偉大な王であった。ピエールの跡を12歳の息子ピエール2世が継承した。
ピエールの弟ジャンが12歳のピエール2世の摂政となった。ジャンの摂政就任には多くの反対意見があり、特にピエールの王妃であったエレオノーラが反対し、王の暗殺の黒幕がジャンではないかと疑っていた。エレオノーラは復讐を誓い、ピエール1世暗殺の犯人を処罰するため、ヨーロッパに軍の支援を求めた。ジェノヴァがこれに同意し、1373年にキプロスに侵攻、この地域で最も重要な港であったファマグスタを占領した。ピエール2世はキプロス防衛のため小アジアの都市から軍を呼び戻し、敗北を喫した。ピエール2世はジェノヴァとの条約に調印したが、その条件の1つは叔父ジャック（ピエール1世の末弟）をキプロスから追放することであった。これにより戦争は終結したが、ジャックはロードス島でジェノヴァ軍に捕まり、ジェノヴァで捕虜として拘束された。この戦争の後、エレオノーラはジャンが先王を殺害したと信じ続け、最終的にジャンを殺害した。ピエール2世はエジプトのスルタンとの間の平和条約に調印し、1382年にニコシアで死去した。
キプロス議会はジャック1世を新しいキプロス王とすることを決定した。しかし不幸なことに、ジャックはいまだジェノヴァに捕われたままであった。捕虜となっていた間に、ジャックはエルヴィーズ・フォン・ブラウンシュヴァイク・グルーベンハーゲンと結婚し、12人の子女をもうけた。ジェノヴァにキプロスにおける特権をさらに認めた後に、ジャックは解放された。ジャックが不在の間、キプロスは12人の貴族からなる評議会により統治されていたが、ペロットおよびヴィルモンド・ド・モントリヴ（Perotte and Vilmonde de Montolivve）の兄弟をはじめとする一部の貴族らはジャックの帰還に反対した。モントリヴ兄弟は自身らが王位につく意図があったためである。1385年、ジャックは帰還し、ニコシアで王位についた。1388年、ジャックはエルサレム王位にもつき、1393年には従兄弟アルメニア王レヴォン6世の死をうけてアルメニア王位も継承した。ジャックは1398年に死去し、息子ジャニュが王位を継承した。

### アルメニアの衰退

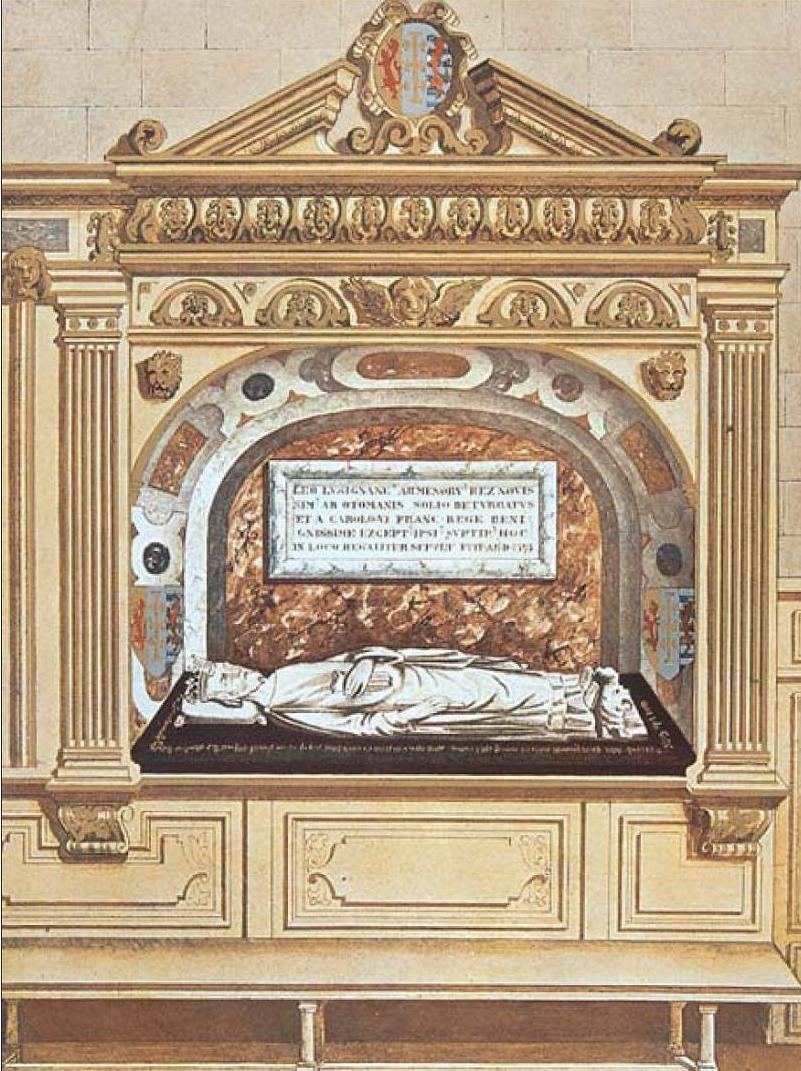
パリのセレスタン修道院にあった最後のアルメニア王レヴォン6世の墓。フランス革命で破壊され、新しい墓がサン＝ドニ大聖堂に再建された。

ピエール1世の死後、アルメニア王コスタンディン6世は、かつてピエールの敵であったエジプトのスルタンと同盟を結ぼうと考えた。このことはアルメニア貴族を怒らせ、1373年にコスタンディン6世は暗殺された。1374年、レヴォン6世がアルメニア王に即位した。レヴォンはコスタンディン5世から逃れキプロスで育ち、ピエール1世が創設した剣騎士団の騎士となっていた。1375年、アルメニアはマムルークの侵略を受け、レヴォンは降伏を余儀なくされ、3世紀にわたる中世アルメニアの完全な独立統治体制が終わった。アルメニア王位は従兄弟キプロス王ジャック1世が主張し、キプロスおよびエルサレム王位と統合した。レヴォンとその家族は数年間カイロで捕虜となった後、カスティーリャ王 フアン1世が身代金を支払って受け戻しレヴォンをマドリッド卿に任じた。レヴォンは十字軍結成のための支援を集めるのに失敗した後、パリで1393年に死去した。

### エルサレム王、キプロス王およびアルメニア王
ジャック1世の息子ジャニュは、シャルロット・ド・ブルボンと結婚し、この結婚は「ジャニュの治世の特徴となる、リュジニャン朝宮廷におけるフランス文化の回復の礎」といわれた。
シャルロットは1422年1月15日にペストで死去し、ニコシアの聖ドミニク王立修道院に葬られた。シャルロットの子孫として、キプロス女王シャルロット、ナバラ女王ジャンヌ3世、フランス王シャルル8世、フランソワ1世、アンリ2世、フランソワ2世、シャルル9世、アンリ3世、アンリ4世およびその後のブルボン朝フランス王、アンヌ・ド・フランス、スコットランド女王メアリーなどがいる。また、シャルロットは現イギリス王室の先祖の1人でもある。
ジャニュ王はジェノヴァに占領されたファマグスタの奪還を試みたが、陰謀によって阻止された。1403年、ジェノヴァの総督ル・メングルはジャニュの代理人ジョルジオ・ビッリと会談し、ファマグスタはジェノヴァの支配下にとどまるという合意を決め、この件は終わった。後に、ジャニュは攻撃のための兵や兵器を集めるためにキプロス人に税を課し、3年間ファマグスタを包囲したが、海と街をつなぐ手段があったため無駄に終わった。1406年、包囲は終了しジェノヴァはリマソールを占領しようとしたが、敗北した。
2年後、キプロスは疫病に見舞われた。同時に、イナゴが大量に発生し、不作をもたらした。1419年から1420年にかけて新しい疫病が発生し、それによりジャニュの2度目の王妃であったシャルロットが1422年1月15日に死去した。王は王妃の死に動揺したため、王妃の遺体を王に見せないようにするため、葬式が行われた宮殿から運び出された。
一方、キプロスは海賊や野心家に対する運動の恒久的基地であり続けたため、キプロスの沿岸周辺への攻撃の後、ジャニュはエジプトのスルタンの代理人を通してスルタンとの話し合いを繰り返し行った。ジャニュはこの攻撃を止めることができず、ムスリムにキプロスを攻撃する口実を与えてしまった。キプロス貴族らはこの攻撃に参加した。
エジプトのスルタンであるアシュラフ・バルスバーイは数回にわたりキプロスに軍を送った。1424年頃に小隊がリマソールを攻撃し、1425年にはエジプト軍はファマグスタを攻撃し、ラルナカをその付近の地域であるキティ（Kiti）、ドロモラクシア（Dromolaxia）、ケリア（Kellia）、アラディプ（Aradippou）およびAgrinou とともに略奪を行った。ラルナカの後、エジプト軍はリマソールに移動し、そこでもコロッシ城を含めて略奪を行った。
1426年夏、マムルークはキプロスに対し大規模な攻撃を開始した。Tangriver MohamedおよびInal el Kakimiに率いられ、マムルーク軍は3,000人以上で、マムルーク、トルコ人、アラビア人からなり、オゥディムー近くに180隻の船でキプロスに到着した。リマソールは再び占領された。ジャニュは軍を集め、ニコシアからリマソールに移動した。ジャニュはヨーロッパに援軍を求めたが無駄であった。ジェノヴァはジャニュの敵であり、ヴェネツィアおよび他の国はスルタンとの貿易関係を壊しにわざわざ来ようとはしなかったのである。
マムルークとのヒロキティアの戦い（1426年7月7日）の後、ジャニュ王はエジプト軍に捕われの身になった。ジャニュは10か月後カイロに人質として送られた。ジャニュが捕われている間、弟ニコシア大司教ユーグがキプロスの統治を担った。
マムルークは勝利の後、ラルナカとキプロスの首都ニコシアで略奪を行った。王族はキレニアの要塞に撤退し、救出された。マムルーク軍はキプロスを去る前に大規模な略奪を行った。
この災難は、以前の攻撃、ジャニュのジェノヴァに対する軍事行動、疫病およびイナゴの大量発生とともに、ひどい貧困の中生活していたキプロスの農奴の反乱を招いた。キプロスの革命の指導者はアレクシスと呼ばれる人物で、レフコニコで王位を宣言した。この革命は大規模なもので、民衆の支援を得ていた。民衆はキプロス各地で自分たちの指導者を選び出していた。
一方、ジャニュはカイロで屈辱を与えられていた。エジプト軍はジャニュを捕らえ、鎖で縛り、ロバに乗せ、スルタンの前に引き出されていた。その後ジャニュは跪き、9回にわたり地面にひれ伏すことを強要させられた。ヨーロッパで身代金が集められ、その仲介によりジャニュの解放がなされた。キプロスも5,000の公爵領の収入から毎年スルタンに税を支払わなくてはならなくなった。この税はキプロスでフランク人の支配が終わったのちも支払い続けられた。ジャニュとともに、何人かの人質が家族の集めた身代金により自由の身となった。他の者は人質のまま、奴隷として売られた。
ジャニュがキプロスで捕われた間、貴族や王族はアレクシスの反乱に対処し、ジャニュの解放に向け活動していた。ヨーロッパからの支援もあり、反乱は10か月後に鎮圧された。反乱の指導者らは捕まり拷問を受けたのち、ニコシアで1427年5月12日に処刑されたが、この日はジャニュ王がカイロからパフォスに到着した日であった。ジャニュは1432年に死去し、息子ジャン2世が跡を継いだ。

キリキア・アルメニア王国の終焉後、リュジニャン家が統治するキプロス王国は中東における最後のキリスト教国家となった。

ジャンはモンフェッラート侯女アマデア・パレオロギナと結婚したが、アマデアは1440年に死去した。 その後、ジャンは東ローマ皇帝マヌエル2世パレオロゴスの孫にあたるエレニ・パレオロギナと結婚した。2人の間には2人の娘が生まれ、長女のシャルロットがキプロス王位を継承することとなった。また、ジャンは愛妾マリエット・ド・パトラとの間に庶子であるジャックをもうけていた。ジャックは16歳でニコシア大司教となったが、宮廷の侍従を殺害した後に職を剥奪された。ジャンは最終的にジャックを赦し、ジャックを自らの後継者としようとしていたとみられるが、それが実現する前にジャンは1458年に死去し、娘シャルロットが王位を継承した。
シャルロットの治世は困難を抱え、短命に終わった。シャルロットは自身と ルイ・ド・サヴォワとの結婚によりジェノヴァとの同盟を結ぶことに成功したものの、やがて無駄であることが分かった。異母兄ジャックはエジプトのスルタンアシュラフ・イーナールと同盟を結んだ。ジャックらの連合軍はファマグスタを再びリュジニャン家に取り戻し、連合軍の封鎖によりシャルロットは3年もの間キレニアの城にとどまることとなった。1463年、シャルロットとルイはキプロスからローマに亡命し、ローマで教皇ピウス2世の歓迎を受けた。
ジャックは王位に就き、ヴェネツィアと同盟を結ぶため1468年にカタリーナ・コルナーロと結婚した。1472年、カタリーナはキプロスに到着し、その数か月後ジャックは謎の死を遂げた。2人の間の息子ジャック4世は1歳で死去し、リュジニャン王家は断絶した。

## 遺産
"...リュジニャン家は、ローマ皇帝と同じくらい影響力を及ぼす、多くの素晴らしい地位を持っていた。"—Paul Sire、King Arthur's European Realm: New Evidence from Monmouth's Primary Sources
キプロスの一族に加え、ポワティエ伯アルフォンスの活動を通し、18世紀までにリュジニャン家は多くの分家に分かれた。
- リュジニャン＝ルゼ（Lusignan-Lezay）
- リュジニャン＝ヴヴァン（Lusignan-Vouvant）
- リュジニャン＝コニャック（Lusignan-Cognac）
- リュジニャン＝ジャルナック（Lusignan-Jarnac）（ウー伯家）
- リュジニャン＝シドン（Lusignan-Sidon）
- リュジニャンおよびラ・マルシュ伯領を保持していた本家

フランスの2つのリュジニャン家は1618年および1722年にルイ13世およびルイ15世によりそれぞれ侯爵とされた。
1880年、元マロン派司祭であったカフタは、妻のマリーがギー・ド・リュジニャンの子孫でキプロス、エルサレムおよびアルメニア王女であることを公表した。カフタはギー・ド・リュジニャンの名およびプリンスの称号を用いた。彼らは独自にメリュジーヌ勲章をつくり、1905年にカフタが死去した後は、マリーの愛人がグランド・マスターとなり、グラティニーのアルビー伯を名乗ったが、1910年に贋作騒動に巻き込まれた。

## 系図
|                       |                       |                       |                       |                            |                            |                            |                            |                                               |                                               |                                               |                                               | ユーグ1世 リュジニャン領主                    |                                               |                                          |                                          |                                                  |                                                  |                                                  |                                                  |                                                  |                                                  |                                           |                                           |                                            |                                            |                                            |                                            |                                                        |                                                        |                                                        |                                                        |                                                        |                                                        |                                   |                                   |                                   |                                   |                     |                     |                                    |                                    |                                    |                                    |                                    |                                    |                         |                         |                                               |                                               |                                               |                                               |                                               |                                               |  |  |                            |                            |                            |                            |                            |                            |  |  |                                  |                                  |                                  |                                  |                                  |                                  |  |  |                              |                              |                              |                              |                              |                              |  |  |  |  |
|                       |                       |                       |                       |                            |                            |                            |                            |                                               |                                               |                                               |                                               |                                               |                                               |                                          |                                          |                                                  |                                                  |                                                  |                                                  |                                                  |                                                  |                                           |                                           |                                            |                                            |                                            |                                            |                                                        |                                                        |                                                        |                                                        |                                                        |                                                        |                                   |                                   |                                   |                                   |                     |                     |                                    |                                    |                                    |                                    |                                    |                                    |                         |                         |                                               |                                               |                                               |                                               |                                               |                                               |  |  |                            |                            |                            |                            |                            |                            |  |  |                                  |                                  |                                  |                                  |                                  |                                  |  |  |                              |                              |                              |                              |                              |                              |  |  |  |  |
|                       |                       |                       |                       |                            |                            |                            |                            |                                               |                                               |                                               |                                               | ユーグ2世 (-967) リュジニャン領主             |                                               |                                          |                                          |                                                  |                                                  |                                                  |                                                  |                                                  |                                                  |                                           |                                           |                                            |                                            |                                            |                                            |                                                        |                                                        |                                                        |                                                        |                                                        |                                                        |                                   |                                   |                                   |                                   |                     |                     |                                    |                                    |                                    |                                    |                                    |                                    |                         |                         |                                               |                                               |                                               |                                               |                                               |                                               |  |  |                            |                            |                            |                            |                            |                            |  |  |                                  |                                  |                                  |                                  |                                  |                                  |  |  |                              |                              |                              |                              |                              |                              |  |  |  |  |
|                       |                       |                       |                       |                            |                            |                            |                            |                                               |                                               |                                               |                                               |                                               |                                               |                                          |                                          |                                                  |                                                  |                                                  |                                                  |                                                  |                                                  |                                           |                                           |                                            |                                            |                                            |                                            |                                                        |                                                        |                                                        |                                                        |                                                        |                                                        |                                   |                                   |                                   |                                   |                     |                     |                                    |                                    |                                    |                                    |                                    |                                    |                         |                         |                                               |                                               |                                               |                                               |                                               |                                               |  |  |                            |                            |                            |                            |                            |                            |  |  |                                  |                                  |                                  |                                  |                                  |                                  |  |  |                              |                              |                              |                              |                              |                              |  |  |  |  |
|                       |                       |                       |                       |                            |                            |                            |                            |                                               |                                               |                                               |                                               | ユーグ3世 (-1012) リュジニャン領主            |                                               |                                          |                                          |                                                  |                                                  |                                                  |                                                  |                                                  |                                                  |                                           |                                           |                                            |                                            |                                            |                                            |                                                        |                                                        |                                                        |                                                        |                                                        |                                                        |                                   |                                   |                                   |                                   |                     |                     |                                    |                                    |                                    |                                    |                                    |                                    |                         |                         |                                               |                                               |                                               |                                               |                                               |                                               |  |  |                            |                            |                            |                            |                            |                            |  |  |                                  |                                  |                                  |                                  |                                  |                                  |  |  |                              |                              |                              |                              |                              |                              |  |  |  |  |
|                       |                       |                       |                       |                            |                            |                            |                            |                                               |                                               |                                               |                                               |                                               |                                               |                                          |                                          |                                                  |                                                  |                                                  |                                                  |                                                  |                                                  |                                           |                                           |                                            |                                            |                                            |                                            |                                                        |                                                        |                                                        |                                                        |                                                        |                                                        |                                   |                                   |                                   |                                   |                     |                     |                                    |                                    |                                    |                                    |                                    |                                    |                         |                         |                                               |                                               |                                               |                                               |                                               |                                               |  |  |                            |                            |                            |                            |                            |                            |  |  |                                  |                                  |                                  |                                  |                                  |                                  |  |  |                              |                              |                              |                              |                              |                              |  |  |  |  |
|                       |                       |                       |                       |                            |                            |                            |                            |                                               |                                               |                                               |                                               | ユーグ4世 (-1026) リュジニャン領主            | ユーグ4世 (-1026) リュジニャン領主            | ユーグ4世 (-1026) リュジニャン領主       | ユーグ4世 (-1026) リュジニャン領主       | ユーグ4世 (-1026) リュジニャン領主               | ユーグ4世 (-1026) リュジニャン領主               |                                                  |                                                  | ベルナール1世 ラ・マルシュ伯                     | ベルナール1世 ラ・マルシュ伯                     | ベルナール1世 ラ・マルシュ伯              | ベルナール1世 ラ・マルシュ伯              | ベルナール1世 ラ・マルシュ伯               | ベルナール1世 ラ・マルシュ伯               |                                            |                                            |                                                        |                                                        |                                                        |                                                        |                                                        |                                                        |                                   |                                   |                                   |                                   |                     |                     |                                    |                                    |                                    |                                    |                                    |                                    |                         |                         |                                               |                                               |                                               |                                               |                                               |                                               |  |  |                            |                            |                            |                            |                            |                            |  |  |                                  |                                  |                                  |                                  |                                  |                                  |  |  |                              |                              |                              |                              |                              |                              |  |  |  |  |
|                       |                       |                       |                       |                            |                            |                            |                            |                                               |                                               |                                               |                                               | ユーグ4世 (-1026) リュジニャン領主            | ユーグ4世 (-1026) リュジニャン領主            | ユーグ4世 (-1026) リュジニャン領主       | ユーグ4世 (-1026) リュジニャン領主       | ユーグ4世 (-1026) リュジニャン領主               | ユーグ4世 (-1026) リュジニャン領主               |                                                  |                                                  | ベルナール1世 ラ・マルシュ伯                     | ベルナール1世 ラ・マルシュ伯                     | ベルナール1世 ラ・マルシュ伯              | ベルナール1世 ラ・マルシュ伯              | ベルナール1世 ラ・マルシュ伯               | ベルナール1世 ラ・マルシュ伯               |                                            |                                            |                                                        |                                                        |                                                        |                                                        |                                                        |                                                        |                                   |                                   |                                   |                                   |                     |                     |                                    |                                    |                                    |                                    |                                    |                                    |                         |                         |                                               |                                               |                                               |                                               |                                               |                                               |  |  |                            |                            |                            |                            |                            |                            |  |  |                                  |                                  |                                  |                                  |                                  |                                  |  |  |                              |                              |                              |                              |                              |                              |  |  |  |  |
|                       |                       |                       |                       |                            |                            |                            |                            |                                               |                                               |                                               |                                               | ユーグ5世 (-1060) リュジニャン領主            | ユーグ5世 (-1060) リュジニャン領主            | ユーグ5世 (-1060) リュジニャン領主       | ユーグ5世 (-1060) リュジニャン領主       | ユーグ5世 (-1060) リュジニャン領主               | ユーグ5世 (-1060) リュジニャン領主               |                                                  |                                                  | アルモディス                                     | アルモディス                                     | アルモディス                              | アルモディス                              | アルモディス                               | アルモディス                               |                                            |                                            |                                                        |                                                        |                                                        |                                                        |                                                        |                                                        |                                   |                                   |                                   |                                   |                     |                     |                                    |                                    |                                    |                                    |                                    |                                    |                         |                         |                                               |                                               |                                               |                                               |                                               |                                               |  |  |                            |                            |                            |                            |                            |                            |  |  |                                  |                                  |                                  |                                  |                                  |                                  |  |  |                              |                              |                              |                              |                              |                              |  |  |  |  |
|                       |                       |                       |                       |                            |                            |                            |                            |                                               |                                               |                                               |                                               | ユーグ5世 (-1060) リュジニャン領主            | ユーグ5世 (-1060) リュジニャン領主            | ユーグ5世 (-1060) リュジニャン領主       | ユーグ5世 (-1060) リュジニャン領主       | ユーグ5世 (-1060) リュジニャン領主               | ユーグ5世 (-1060) リュジニャン領主               |                                                  |                                                  | アルモディス                                     | アルモディス                                     | アルモディス                              | アルモディス                              | アルモディス                               | アルモディス                               |                                            |                                            |                                                        |                                                        |                                                        |                                                        |                                                        |                                                        |                                   |                                   |                                   |                                   |                     |                     |                                    |                                    |                                    |                                    |                                    |                                    |                         |                         |                                               |                                               |                                               |                                               |                                               |                                               |  |  |                            |                            |                            |                            |                            |                            |  |  |                                  |                                  |                                  |                                  |                                  |                                  |  |  |                              |                              |                              |                              |                              |                              |  |  |  |  |
|                       |                       |                       |                       |                            |                            |                            |                            |                                               |                                               |                                               |                                               |                                               |                                               |                                          |                                          |                                                  |                                                  |                                                  |                                                  |                                                  |                                                  |                                           |                                           |                                            |                                            |                                            |                                            |                                                        |                                                        |                                                        |                                                        |                                                        |                                                        |                                   |                                   |                                   |                                   |                     |                     |                                    |                                    |                                    |                                    |                                    |                                    |                         |                         |                                               |                                               |                                               |                                               |                                               |                                               |  |  |                            |                            |                            |                            |                            |                            |  |  |                                  |                                  |                                  |                                  |                                  |                                  |  |  |                              |                              |                              |                              |                              |                              |  |  |  |  |
|                       |                       |                       |                       |                            |                            |                            |                            |                                               |                                               |                                               |                                               |                                               |                                               |                                          |                                          | ユーグ6世 (-1110) リュジニャン領主               |                                                  |                                                  |                                                  |                                                  |                                                  |                                           |                                           |                                            |                                            |                                            |                                            |                                                        |                                                        |                                                        |                                                        |                                                        |                                                        |                                   |                                   |                                   |                                   |                     |                     |                                    |                                    |                                    |                                    |                                    |                                    |                         |                         |                                               |                                               |                                               |                                               |                                               |                                               |  |  |                            |                            |                            |                            |                            |                            |  |  |                                  |                                  |                                  |                                  |                                  |                                  |  |  |                              |                              |                              |                              |                              |                              |  |  |  |  |
|                       |                       |                       |                       |                            |                            |                            |                            |                                               |                                               |                                               |                                               |                                               |                                               |                                          |                                          |                                                  |                                                  |                                                  |                                                  |                                                  |                                                  |                                           |                                           |                                            |                                            |                                            |                                            |                                                        |                                                        |                                                        |                                                        |                                                        |                                                        |                                   |                                   |                                   |                                   |                     |                     |                                    |                                    |                                    |                                    |                                    |                                    |                         |                         |                                               |                                               |                                               |                                               |                                               |                                               |  |  |                            |                            |                            |                            |                            |                            |  |  |                                  |                                  |                                  |                                  |                                  |                                  |  |  |                              |                              |                              |                              |                              |                              |  |  |  |  |
|                       |                       |                       |                       |                            |                            |                            |                            |                                               |                                               |                                               |                                               |                                               |                                               |                                          |                                          | ユーグ7世 (-1151) リュジニャン領主               |                                                  |                                                  |                                                  |                                                  |                                                  |                                           |                                           |                                            |                                            |                                            |                                            |                                                        |                                                        |                                                        |                                                        |                                                        |                                                        |                                   |                                   |                                   |                                   |                     |                     |                                    |                                    |                                    |                                    |                                    |                                    |                         |                         |                                               |                                               |                                               |                                               |                                               |                                               |  |  |                            |                            |                            |                            |                            |                            |  |  |                                  |                                  |                                  |                                  |                                  |                                  |  |  |                              |                              |                              |                              |                              |                              |  |  |  |  |
|                       |                       |                       |                       |                            |                            |                            |                            |                                               |                                               |                                               |                                               |                                               |                                               |                                          |                                          |                                                  |                                                  |                                                  |                                                  |                                                  |                                                  |                                           |                                           |                                            |                                            |                                            |                                            |                                                        |                                                        |                                                        |                                                        |                                                        |                                                        |                                   |                                   |                                   |                                   |                     |                     |                                    |                                    |                                    |                                    |                                    |                                    |                         |                         |                                               |                                               |                                               |                                               |                                               |                                               |  |  |                            |                            |                            |                            |                            |                            |  |  |                                  |                                  |                                  |                                  |                                  |                                  |  |  |                              |                              |                              |                              |                              |                              |  |  |  |  |
|                       |                       |                       |                       |                            |                            |                            |                            |                                               |                                               |                                               |                                               |                                               |                                               |                                          |                                          | ユーグ8世 リュジニャン領主                       |                                                  |                                                  |                                                  |                                                  |                                                  |                                           |                                           |                                            |                                            |                                            |                                            |                                                        |                                                        |                                                        |                                                        |                                                        |                                                        |                                   |                                   |                                   |                                   |                     |                     |                                    |                                    |                                    |                                    |                                    |                                    |                         |                         |                                               |                                               |                                               |                                               |                                               |                                               |  |  |                            |                            |                            |                            |                            |                            |  |  |                                  |                                  |                                  |                                  |                                  |                                  |  |  |                              |                              |                              |                              |                              |                              |  |  |  |  |
|                       |                       |                       |                       |                            |                            |                            |                            |                                               |                                               |                                               |                                               |                                               |                                               |                                          |                                          |                                                  |                                                  |                                                  |                                                  |                                                  |                                                  |                                           |                                           |                                            |                                            |                                            |                                            |                                                        |                                                        |                                                        |                                                        |                                                        |                                                        |                                   |                                   |                                   |                                   |                     |                     |                                    |                                    |                                    |                                    |                                    |                                    |                         |                         |                                               |                                               |                                               |                                               |                                               |                                               |  |  |                            |                            |                            |                            |                            |                            |  |  |                                  |                                  |                                  |                                  |                                  |                                  |  |  |                              |                              |                              |                              |                              |                              |  |  |  |  |
|                       |                       |                       |                       |                            |                            |                            |                            |                                               |                                               |                                               |                                               |                                               |                                               |                                          |                                          |                                                  |                                                  |                                                  |                                                  |                                                  |                                                  |                                           |                                           |                                            |                                            |                                            |                                            |                                                        |                                                        |                                                        |                                                        |                                                        |                                                        |                                   |                                   |                                   |                                   |                     |                     |                                    |                                    |                                    |                                    |                                    |                                    |                         |                         |                                               |                                               |                                               |                                               |                                               |                                               |  |  |                            |                            |                            |                            |                            |                            |  |  |                                  |                                  |                                  |                                  |                                  |                                  |  |  |                              |                              |                              |                              |                              |                              |  |  |  |  |
|                       |                       |                       |                       |                            |                            |                            |                            |                                               |                                               |                                               |                                               |                                               |                                               |                                          |                                          | ユーグ (-1169)                                   | ユーグ (-1169)                                   | ユーグ (-1169)                                   | ユーグ (-1169)                                   | ユーグ (-1169)                                   | ユーグ (-1169)                                   |                                           |                                           |                                            |                                            |                                            |                                            |                                                        |                                                        |                                                        |                                                        |                                                        |                                                        |                                   |                                   | ノルマンディー家                  | ノルマンディー家                  | ノルマンディー家    | ノルマンディー家    | ノルマンディー家                   | ノルマンディー家                   |                                    |                                    |                                    |                                    |                         |                         | ジョフロワ1世 (-1224) ヤッファ伯 アスカロン伯 | ジョフロワ1世 (-1224) ヤッファ伯 アスカロン伯 | ジョフロワ1世 (-1224) ヤッファ伯 アスカロン伯 | ジョフロワ1世 (-1224) ヤッファ伯 アスカロン伯 | ジョフロワ1世 (-1224) ヤッファ伯 アスカロン伯 | ジョフロワ1世 (-1224) ヤッファ伯 アスカロン伯 |  |  | イザベル1世 エルサレム女王 | イザベル1世 エルサレム女王 | イザベル1世 エルサレム女王 | イザベル1世 エルサレム女王 | イザベル1世 エルサレム女王 | イザベル1世 エルサレム女王 |  |  | エメリー キプロス王 エルサレム王 | エメリー キプロス王 エルサレム王 | エメリー キプロス王 エルサレム王 | エメリー キプロス王 エルサレム王 | エメリー キプロス王 エルサレム王 | エメリー キプロス王 エルサレム王 |  |  | ギー エルサレム王 キプロス王 | ギー エルサレム王 キプロス王 | ギー エルサレム王 キプロス王 | ギー エルサレム王 キプロス王 | ギー エルサレム王 キプロス王 | ギー エルサレム王 キプロス王 |  |  |  |  |
|                       |                       |                       |                       |                            |                            |                            |                            |                                               |                                               |                                               |                                               |                                               |                                               |                                          |                                          | ユーグ (-1169)                                   | ユーグ (-1169)                                   | ユーグ (-1169)                                   | ユーグ (-1169)                                   | ユーグ (-1169)                                   | ユーグ (-1169)                                   |                                           |                                           |                                            |                                            |                                            |                                            |                                                        |                                                        |                                                        |                                                        |                                                        |                                                        |                                   |                                   | ノルマンディー家                  | ノルマンディー家                  | ノルマンディー家    | ノルマンディー家    | ノルマンディー家                   | ノルマンディー家                   |                                    |                                    |                                    |                                    |                         |                         | ジョフロワ1世 (-1224) ヤッファ伯 アスカロン伯 | ジョフロワ1世 (-1224) ヤッファ伯 アスカロン伯 | ジョフロワ1世 (-1224) ヤッファ伯 アスカロン伯 | ジョフロワ1世 (-1224) ヤッファ伯 アスカロン伯 | ジョフロワ1世 (-1224) ヤッファ伯 アスカロン伯 | ジョフロワ1世 (-1224) ヤッファ伯 アスカロン伯 |  |  | イザベル1世 エルサレム女王 | イザベル1世 エルサレム女王 | イザベル1世 エルサレム女王 | イザベル1世 エルサレム女王 | イザベル1世 エルサレム女王 | イザベル1世 エルサレム女王 |  |  | エメリー キプロス王 エルサレム王 | エメリー キプロス王 エルサレム王 | エメリー キプロス王 エルサレム王 | エメリー キプロス王 エルサレム王 | エメリー キプロス王 エルサレム王 | エメリー キプロス王 エルサレム王 |  |  | ギー エルサレム王 キプロス王 | ギー エルサレム王 キプロス王 | ギー エルサレム王 キプロス王 | ギー エルサレム王 キプロス王 | ギー エルサレム王 キプロス王 | ギー エルサレム王 キプロス王 |  |  |  |  |
|                       |                       |                       |                       |                            |                            |                            |                            |                                               |                                               |                                               |                                               |                                               |                                               |                                          |                                          |                                                  |                                                  |                                                  |                                                  |                                                  |                                                  |                                           |                                           |                                            |                                            |                                            |                                            |                                                        |                                                        |                                                        |                                                        |                                                        |                                                        |                                   |                                   |                                   |                                   |                     |                     |                                    |                                    |                                    |                                    |                                    |                                    |                         |                         |                                               |                                               |                                               |                                               |                                               |                                               |  |  |                            |                            |                            |                            |                            |                            |  |  |                                  |                                  |                                  |                                  |                                  |                                  |  |  |                              |                              |                              |                              |                              |                              |  |  |  |  |
|                       |                       |                       |                       |                            |                            |                            |                            |                                               |                                               |                                               |                                               |                                               |                                               |                                          |                                          |                                                  |                                                  |                                                  |                                                  |                                                  |                                                  |                                           |                                           |                                            |                                            |                                            |                                            |                                                        |                                                        |                                                        |                                                        |                                                        |                                                        |                                   |                                   |                                   |                                   |                     |                     |                                    |                                    |                                    |                                    |                                    |                                    |                         |                         |                                               |                                               |                                               |                                               |                                               |                                               |  |  |                            |                            |                            |                            |                            |                            |  |  |                                  |                                  |                                  |                                  |                                  |                                  |  |  |                              |                              |                              |                              |                              |                              |  |  |  |  |
|                       |                       |                       |                       |                            |                            |                            |                            | タイユフェル家                                | タイユフェル家                                | タイユフェル家                                | タイユフェル家                                | タイユフェル家                                | タイユフェル家                                |                                          |                                          | ユーグ9世 ラ・マルシュ伯                         | ユーグ9世 ラ・マルシュ伯                         | ユーグ9世 ラ・マルシュ伯                         | ユーグ9世 ラ・マルシュ伯                         | ユーグ9世 ラ・マルシュ伯                         | ユーグ9世 ラ・マルシュ伯                         |                                           |                                           |                                            |                                            |                                            |                                            | ラウル1世 エクソダン領主 ウー伯                        | ラウル1世 エクソダン領主 ウー伯                        | ラウル1世 エクソダン領主 ウー伯                        | ラウル1世 エクソダン領主 ウー伯                        | ラウル1世 エクソダン領主 ウー伯                        | ラウル1世 エクソダン領主 ウー伯                        |                                   |                                   | アリックス ウー女伯               | アリックス ウー女伯               | アリックス ウー女伯 | アリックス ウー女伯 | アリックス ウー女伯                | アリックス ウー女伯                |                                    |                                    |                                    |                                    |                         |                         |                                               |                                               |                                               |                                               |                                               |                                               |  |  |                            |                            |                            |                            |                            |                            |  |  | ユーグ1世 キプロス王             | ユーグ1世 キプロス王             | ユーグ1世 キプロス王             | ユーグ1世 キプロス王             | ユーグ1世 キプロス王             | ユーグ1世 キプロス王             |  |  |                              |                              |                              |                              |                              |                              |  |  |  |  |
|                       |                       |                       |                       |                            |                            |                            |                            | タイユフェル家                                | タイユフェル家                                | タイユフェル家                                | タイユフェル家                                | タイユフェル家                                | タイユフェル家                                |                                          |                                          | ユーグ9世 ラ・マルシュ伯                         | ユーグ9世 ラ・マルシュ伯                         | ユーグ9世 ラ・マルシュ伯                         | ユーグ9世 ラ・マルシュ伯                         | ユーグ9世 ラ・マルシュ伯                         | ユーグ9世 ラ・マルシュ伯                         |                                           |                                           |                                            |                                            |                                            |                                            | ラウル1世 エクソダン領主 ウー伯                        | ラウル1世 エクソダン領主 ウー伯                        | ラウル1世 エクソダン領主 ウー伯                        | ラウル1世 エクソダン領主 ウー伯                        | ラウル1世 エクソダン領主 ウー伯                        | ラウル1世 エクソダン領主 ウー伯                        |                                   |                                   | アリックス ウー女伯               | アリックス ウー女伯               | アリックス ウー女伯 | アリックス ウー女伯 | アリックス ウー女伯                | アリックス ウー女伯                |                                    |                                    |                                    |                                    |                         |                         |                                               |                                               |                                               |                                               |                                               |                                               |  |  |                            |                            |                            |                            |                            |                            |  |  | ユーグ1世 キプロス王             | ユーグ1世 キプロス王             | ユーグ1世 キプロス王             | ユーグ1世 キプロス王             | ユーグ1世 キプロス王             | ユーグ1世 キプロス王             |  |  |                              |                              |                              |                              |                              |                              |  |  |  |  |
|                       |                       |                       |                       |                            |                            |                            |                            |                                               |                                               |                                               |                                               |                                               |                                               |                                          |                                          |                                                  |                                                  |                                                  |                                                  |                                                  |                                                  |                                           |                                           |                                            |                                            |                                            |                                            |                                                        |                                                        |                                                        |                                                        |                                                        |                                                        |                                   |                                   |                                   |                                   |                     |                     |                                    |                                    |                                    |                                    |                                    |                                    |                         |                         |                                               |                                               |                                               |                                               |                                               |                                               |  |  |                            |                            |                            |                            |                            |                            |  |  |                                  |                                  |                                  |                                  |                                  |                                  |  |  |                              |                              |                              |                              |                              |                              |  |  |  |  |
| ジョン イングランド王 | ジョン イングランド王 | ジョン イングランド王 | ジョン イングランド王 | ジョン イングランド王      | ジョン イングランド王      |                            |                            | イザベラ・オブ・アングレーム アングレーム女伯 | イザベラ・オブ・アングレーム アングレーム女伯 | イザベラ・オブ・アングレーム アングレーム女伯 | イザベラ・オブ・アングレーム アングレーム女伯 | イザベラ・オブ・アングレーム アングレーム女伯 | イザベラ・オブ・アングレーム アングレーム女伯 |                                          |                                          | ユーグ10世 ラ・マルシュ伯 アングレーム伯         | ユーグ10世 ラ・マルシュ伯 アングレーム伯         | ユーグ10世 ラ・マルシュ伯 アングレーム伯         | ユーグ10世 ラ・マルシュ伯 アングレーム伯         | ユーグ10世 ラ・マルシュ伯 アングレーム伯         | ユーグ10世 ラ・マルシュ伯 アングレーム伯         |                                           |                                           |                                            |                                            |                                            |                                            |                                                        |                                                        |                                                        |                                                        | ラウル2世 ウー伯                                       | ラウル2世 ウー伯                                       | ラウル2世 ウー伯                  | ラウル2世 ウー伯                  | ラウル2世 ウー伯                  | ラウル2世 ウー伯                  |                     |                     | ヨランド （ドルー伯ロベール2世娘） | ヨランド （ドルー伯ロベール2世娘） | ヨランド （ドルー伯ロベール2世娘） | ヨランド （ドルー伯ロベール2世娘） | ヨランド （ドルー伯ロベール2世娘） | ヨランド （ドルー伯ロベール2世娘） |                         |                         | ジャン・ド・ブリエンヌ エルサレム王           | ジャン・ド・ブリエンヌ エルサレム王           | ジャン・ド・ブリエンヌ エルサレム王           | ジャン・ド・ブリエンヌ エルサレム王           | ジャン・ド・ブリエンヌ エルサレム王           | ジャン・ド・ブリエンヌ エルサレム王           |  |  | マリー エルサレム女王      | マリー エルサレム女王      | マリー エルサレム女王      | マリー エルサレム女王      | マリー エルサレム女王      | マリー エルサレム女王      |  |  | キプロス王家 アルメニア王家      | キプロス王家 アルメニア王家      | キプロス王家 アルメニア王家      | キプロス王家 アルメニア王家      | キプロス王家 アルメニア王家      | キプロス王家 アルメニア王家      |  |  |                              |                              |                              |                              |                              |                              |  |  |  |  |
| ジョン イングランド王 | ジョン イングランド王 | ジョン イングランド王 | ジョン イングランド王 | ジョン イングランド王      | ジョン イングランド王      |                            |                            | イザベラ・オブ・アングレーム アングレーム女伯 | イザベラ・オブ・アングレーム アングレーム女伯 | イザベラ・オブ・アングレーム アングレーム女伯 | イザベラ・オブ・アングレーム アングレーム女伯 | イザベラ・オブ・アングレーム アングレーム女伯 | イザベラ・オブ・アングレーム アングレーム女伯 |                                          |                                          | ユーグ10世 ラ・マルシュ伯 アングレーム伯         | ユーグ10世 ラ・マルシュ伯 アングレーム伯         | ユーグ10世 ラ・マルシュ伯 アングレーム伯         | ユーグ10世 ラ・マルシュ伯 アングレーム伯         | ユーグ10世 ラ・マルシュ伯 アングレーム伯         | ユーグ10世 ラ・マルシュ伯 アングレーム伯         |                                           |                                           |                                            |                                            |                                            |                                            |                                                        |                                                        |                                                        |                                                        | ラウル2世 ウー伯                                       | ラウル2世 ウー伯                                       | ラウル2世 ウー伯                  | ラウル2世 ウー伯                  | ラウル2世 ウー伯                  | ラウル2世 ウー伯                  |                     |                     | ヨランド （ドルー伯ロベール2世娘） | ヨランド （ドルー伯ロベール2世娘） | ヨランド （ドルー伯ロベール2世娘） | ヨランド （ドルー伯ロベール2世娘） | ヨランド （ドルー伯ロベール2世娘） | ヨランド （ドルー伯ロベール2世娘） |                         |                         | ジャン・ド・ブリエンヌ エルサレム王           | ジャン・ド・ブリエンヌ エルサレム王           | ジャン・ド・ブリエンヌ エルサレム王           | ジャン・ド・ブリエンヌ エルサレム王           | ジャン・ド・ブリエンヌ エルサレム王           | ジャン・ド・ブリエンヌ エルサレム王           |  |  | マリー エルサレム女王      | マリー エルサレム女王      | マリー エルサレム女王      | マリー エルサレム女王      | マリー エルサレム女王      | マリー エルサレム女王      |  |  | キプロス王家 アルメニア王家      | キプロス王家 アルメニア王家      | キプロス王家 アルメニア王家      | キプロス王家 アルメニア王家      | キプロス王家 アルメニア王家      | キプロス王家 アルメニア王家      |  |  |                              |                              |                              |                              |                              |                              |  |  |  |  |
|                       |                       |                       |                       |                            |                            |                            |                            |                                               |                                               |                                               |                                               |                                               |                                               |                                          |                                          |                                                  |                                                  |                                                  |                                                  |                                                  |                                                  |                                           |                                           |                                            |                                            |                                            |                                            |                                                        |                                                        |                                                        |                                                        |                                                        |                                                        |                                   |                                   |                                   |                                   |                     |                     |                                    |                                    |                                    |                                    |                                    |                                    |                         |                         |                                               |                                               |                                               |                                               |                                               |                                               |  |  |                            |                            |                            |                            |                            |                            |  |  |                                  |                                  |                                  |                                  |                                  |                                  |  |  |                              |                              |                              |                              |                              |                              |  |  |  |  |
|                       |                       |                       |                       |                            |                            |                            |                            |                                               |                                               |                                               |                                               |                                               |                                               |                                          |                                          |                                                  |                                                  |                                                  |                                                  |                                                  |                                                  |                                           |                                           |                                            |                                            |                                            |                                            |                                                        |                                                        |                                                        |                                                        |                                                        |                                                        |                                   |                                   |                                   |                                   |                     |                     |                                    |                                    |                                    |                                    |                                    |                                    |                         |                         |                                               |                                               |                                               |                                               |                                               |                                               |  |  |                            |                            |                            |                            |                            |                            |  |  |                                  |                                  |                                  |                                  |                                  |                                  |  |  |                              |                              |                              |                              |                              |                              |  |  |  |  |
|                       |                       |                       |                       | ヘンリー3世 イングランド王 | ヘンリー3世 イングランド王 | ヘンリー3世 イングランド王 | ヘンリー3世 イングランド王 | ヘンリー3世 イングランド王                    | ヘンリー3世 イングランド王                    |                                               |                                               | ユーグ11世 ラ・マルシュ伯 アングレーム伯      | ユーグ11世 ラ・マルシュ伯 アングレーム伯      | ユーグ11世 ラ・マルシュ伯 アングレーム伯 | ユーグ11世 ラ・マルシュ伯 アングレーム伯 | ユーグ11世 ラ・マルシュ伯 アングレーム伯         | ユーグ11世 ラ・マルシュ伯 アングレーム伯         |                                                  |                                                  | ヨランド （ブルターニュ女公アリックス娘）        | ヨランド （ブルターニュ女公アリックス娘）        | ヨランド （ブルターニュ女公アリックス娘） | ヨランド （ブルターニュ女公アリックス娘） | ヨランド （ブルターニュ女公アリックス娘）  | ヨランド （ブルターニュ女公アリックス娘）  |                                            |                                            | ギヨーム （ウィリアム・ド・ヴァランス） ペンブルック伯 | ギヨーム （ウィリアム・ド・ヴァランス） ペンブルック伯 | ギヨーム （ウィリアム・ド・ヴァランス） ペンブルック伯 | ギヨーム （ウィリアム・ド・ヴァランス） ペンブルック伯 | ギヨーム （ウィリアム・ド・ヴァランス） ペンブルック伯 | ギヨーム （ウィリアム・ド・ヴァランス） ペンブルック伯 |                                   |                                   | マリー ウー女伯                   | マリー ウー女伯                   | マリー ウー女伯     | マリー ウー女伯     | マリー ウー女伯                    | マリー ウー女伯                    |                                    |                                    |                                    |                                    |                         |                         | アルフォンス ウー伯                           | アルフォンス ウー伯                           | アルフォンス ウー伯                           | アルフォンス ウー伯                           | アルフォンス ウー伯                           | アルフォンス ウー伯                           |  |  |                            |                            |                            |                            |                            |                            |  |  |                                  |                                  |                                  |                                  |                                  |                                  |  |  |                              |                              |                              |                              |                              |                              |  |  |  |  |
|                       |                       |                       |                       | ヘンリー3世 イングランド王 | ヘンリー3世 イングランド王 | ヘンリー3世 イングランド王 | ヘンリー3世 イングランド王 | ヘンリー3世 イングランド王                    | ヘンリー3世 イングランド王                    |                                               |                                               | ユーグ11世 ラ・マルシュ伯 アングレーム伯      | ユーグ11世 ラ・マルシュ伯 アングレーム伯      | ユーグ11世 ラ・マルシュ伯 アングレーム伯 | ユーグ11世 ラ・マルシュ伯 アングレーム伯 | ユーグ11世 ラ・マルシュ伯 アングレーム伯         | ユーグ11世 ラ・マルシュ伯 アングレーム伯         |                                                  |                                                  | ヨランド （ブルターニュ女公アリックス娘）        | ヨランド （ブルターニュ女公アリックス娘）        | ヨランド （ブルターニュ女公アリックス娘） | ヨランド （ブルターニュ女公アリックス娘） | ヨランド （ブルターニュ女公アリックス娘）  | ヨランド （ブルターニュ女公アリックス娘）  |                                            |                                            | ギヨーム （ウィリアム・ド・ヴァランス） ペンブルック伯 | ギヨーム （ウィリアム・ド・ヴァランス） ペンブルック伯 | ギヨーム （ウィリアム・ド・ヴァランス） ペンブルック伯 | ギヨーム （ウィリアム・ド・ヴァランス） ペンブルック伯 | ギヨーム （ウィリアム・ド・ヴァランス） ペンブルック伯 | ギヨーム （ウィリアム・ド・ヴァランス） ペンブルック伯 |                                   |                                   | マリー ウー女伯                   | マリー ウー女伯                   | マリー ウー女伯     | マリー ウー女伯     | マリー ウー女伯                    | マリー ウー女伯                    |                                    |                                    |                                    |                                    |                         |                         | アルフォンス ウー伯                           | アルフォンス ウー伯                           | アルフォンス ウー伯                           | アルフォンス ウー伯                           | アルフォンス ウー伯                           | アルフォンス ウー伯                           |  |  |                            |                            |                            |                            |                            |                            |  |  |                                  |                                  |                                  |                                  |                                  |                                  |  |  |                              |                              |                              |                              |                              |                              |  |  |  |  |
|                       |                       |                       |                       |                            |                            |                            |                            |                                               |                                               |                                               |                                               |                                               |                                               |                                          |                                          |                                                  |                                                  |                                                  |                                                  |                                                  |                                                  |                                           |                                           |                                            |                                            |                                            |                                            |                                                        |                                                        |                                                        |                                                        |                                                        |                                                        |                                   |                                   |                                   |                                   |                     |                     |                                    |                                    |                                    |                                    |                                    |                                    |                         |                         |                                               |                                               |                                               |                                               |                                               |                                               |  |  |                            |                            |                            |                            |                            |                            |  |  |                                  |                                  |                                  |                                  |                                  |                                  |  |  |                              |                              |                              |                              |                              |                              |  |  |  |  |
|                       |                       |                       |                       | イングランド王家           | イングランド王家           | イングランド王家           | イングランド王家           | イングランド王家                              | イングランド王家                              |                                               |                                               |                                               |                                               |                                          |                                          | ユーグ12世 ラ・マルシュ伯 アングレーム伯         | ユーグ12世 ラ・マルシュ伯 アングレーム伯         | ユーグ12世 ラ・マルシュ伯 アングレーム伯         | ユーグ12世 ラ・マルシュ伯 アングレーム伯         | ユーグ12世 ラ・マルシュ伯 アングレーム伯         | ユーグ12世 ラ・マルシュ伯 アングレーム伯         |                                           |                                           |                                            |                                            |                                            |                                            | エイマー (-1324) ペンブルック伯                        | エイマー (-1324) ペンブルック伯                        | エイマー (-1324) ペンブルック伯                        | エイマー (-1324) ペンブルック伯                        | エイマー (-1324) ペンブルック伯                        | エイマー (-1324) ペンブルック伯                        |                                   |                                   |                                   |                                   |                     |                     |                                    |                                    | ブリエンヌ家 （ウー伯）            | ブリエンヌ家 （ウー伯）            | ブリエンヌ家 （ウー伯）            | ブリエンヌ家 （ウー伯）            | ブリエンヌ家 （ウー伯） | ブリエンヌ家 （ウー伯） |                                               |                                               |                                               |                                               |                                               |                                               |  |  |                            |                            |                            |                            |                            |                            |  |  |                                  |                                  |                                  |                                  |                                  |                                  |  |  |                              |                              |                              |                              |                              |                              |  |  |  |  |
|                       |                       |                       |                       | イングランド王家           | イングランド王家           | イングランド王家           | イングランド王家           | イングランド王家                              | イングランド王家                              |                                               |                                               |                                               |                                               |                                          |                                          | ユーグ12世 ラ・マルシュ伯 アングレーム伯         | ユーグ12世 ラ・マルシュ伯 アングレーム伯         | ユーグ12世 ラ・マルシュ伯 アングレーム伯         | ユーグ12世 ラ・マルシュ伯 アングレーム伯         | ユーグ12世 ラ・マルシュ伯 アングレーム伯         | ユーグ12世 ラ・マルシュ伯 アングレーム伯         |                                           |                                           |                                            |                                            |                                            |                                            | エイマー (-1324) ペンブルック伯                        | エイマー (-1324) ペンブルック伯                        | エイマー (-1324) ペンブルック伯                        | エイマー (-1324) ペンブルック伯                        | エイマー (-1324) ペンブルック伯                        | エイマー (-1324) ペンブルック伯                        |                                   |                                   |                                   |                                   |                     |                     |                                    |                                    | ブリエンヌ家 （ウー伯）            | ブリエンヌ家 （ウー伯）            | ブリエンヌ家 （ウー伯）            | ブリエンヌ家 （ウー伯）            | ブリエンヌ家 （ウー伯） | ブリエンヌ家 （ウー伯） |                                               |                                               |                                               |                                               |                                               |                                               |  |  |                            |                            |                            |                            |                            |                            |  |  |                                  |                                  |                                  |                                  |                                  |                                  |  |  |                              |                              |                              |                              |                              |                              |  |  |  |  |
|                       |                       |                       |                       |                            |                            |                            |                            |                                               |                                               |                                               |                                               |                                               |                                               |                                          |                                          |                                                  |                                                  |                                                  |                                                  |                                                  |                                                  |                                           |                                           |                                            |                                            |                                            |                                            |                                                        |                                                        |                                                        |                                                        |                                                        |                                                        |                                   |                                   |                                   |                                   |                     |                     |                                    |                                    |                                    |                                    |                                    |                                    |                         |                         |                                               |                                               |                                               |                                               |                                               |                                               |  |  |                            |                            |                            |                            |                            |                            |  |  |                                  |                                  |                                  |                                  |                                  |                                  |  |  |                              |                              |                              |                              |                              |                              |  |  |  |  |
|                       |                       |                       |                       |                            |                            |                            |                            |                                               |                                               |                                               |                                               |                                               |                                               |                                          |                                          | ユーグ13世 (-1303) ラ・マルシュ伯 アングレーム伯 | ユーグ13世 (-1303) ラ・マルシュ伯 アングレーム伯 | ユーグ13世 (-1303) ラ・マルシュ伯 アングレーム伯 | ユーグ13世 (-1303) ラ・マルシュ伯 アングレーム伯 | ユーグ13世 (-1303) ラ・マルシュ伯 アングレーム伯 | ユーグ13世 (-1303) ラ・マルシュ伯 アングレーム伯 |                                           |                                           | ギー (-1307) ラ・マルシュ伯 アングレーム伯 | ギー (-1307) ラ・マルシュ伯 アングレーム伯 | ギー (-1307) ラ・マルシュ伯 アングレーム伯 | ギー (-1307) ラ・マルシュ伯 アングレーム伯 | ギー (-1307) ラ・マルシュ伯 アングレーム伯             | ギー (-1307) ラ・マルシュ伯 アングレーム伯             |                                                        |                                                        | ヨランド (-1314) ラ＝マルシュ女伯                      | ヨランド (-1314) ラ＝マルシュ女伯                      | ヨランド (-1314) ラ＝マルシュ女伯 | ヨランド (-1314) ラ＝マルシュ女伯 | ヨランド (-1314) ラ＝マルシュ女伯 | ヨランド (-1314) ラ＝マルシュ女伯 |                     |                     |                                    |                                    |                                    |                                    |                                    |                                    |                         |                         |                                               |                                               |                                               |                                               |                                               |                                               |  |  |                            |                            |                            |                            |                            |                            |  |  |                                  |                                  |                                  |                                  |                                  |                                  |  |  |                              |                              |                              |                              |                              |                              |  |  |  |  |

## 城および宮殿

### フランス

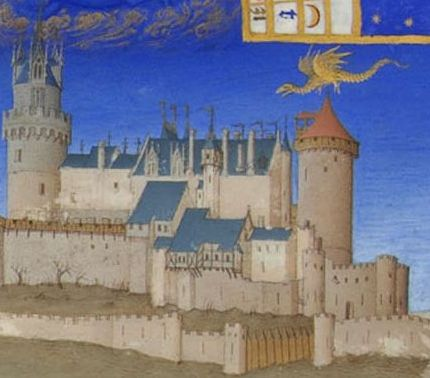
全盛期のリュジニャン城（en）、当時フランスで最大の城であった
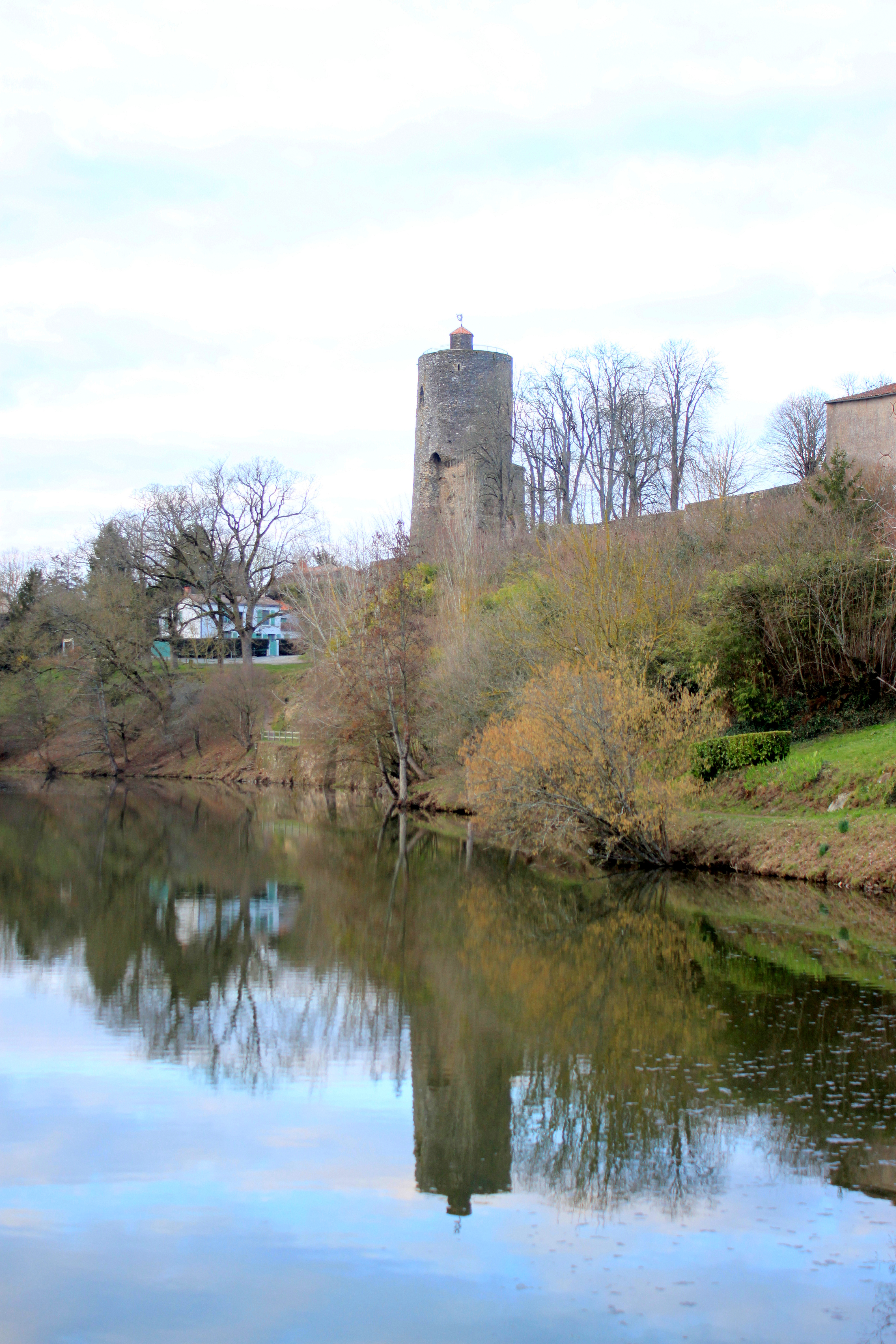
メリュジーヌの塔（en）、ヴヴァンの村の要塞を支援するため15世紀に建てられた。

### エルサレム

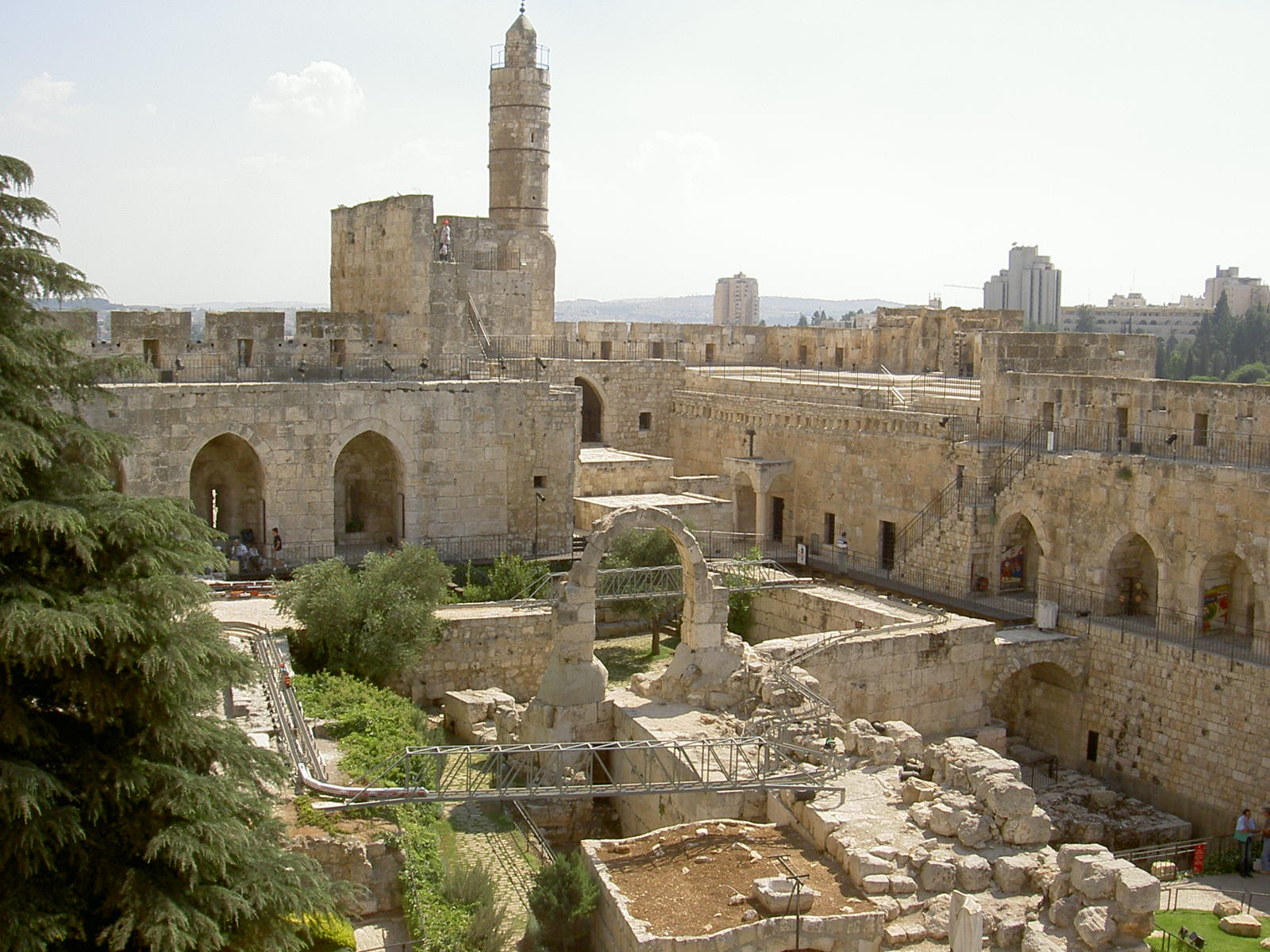
ダビデの塔
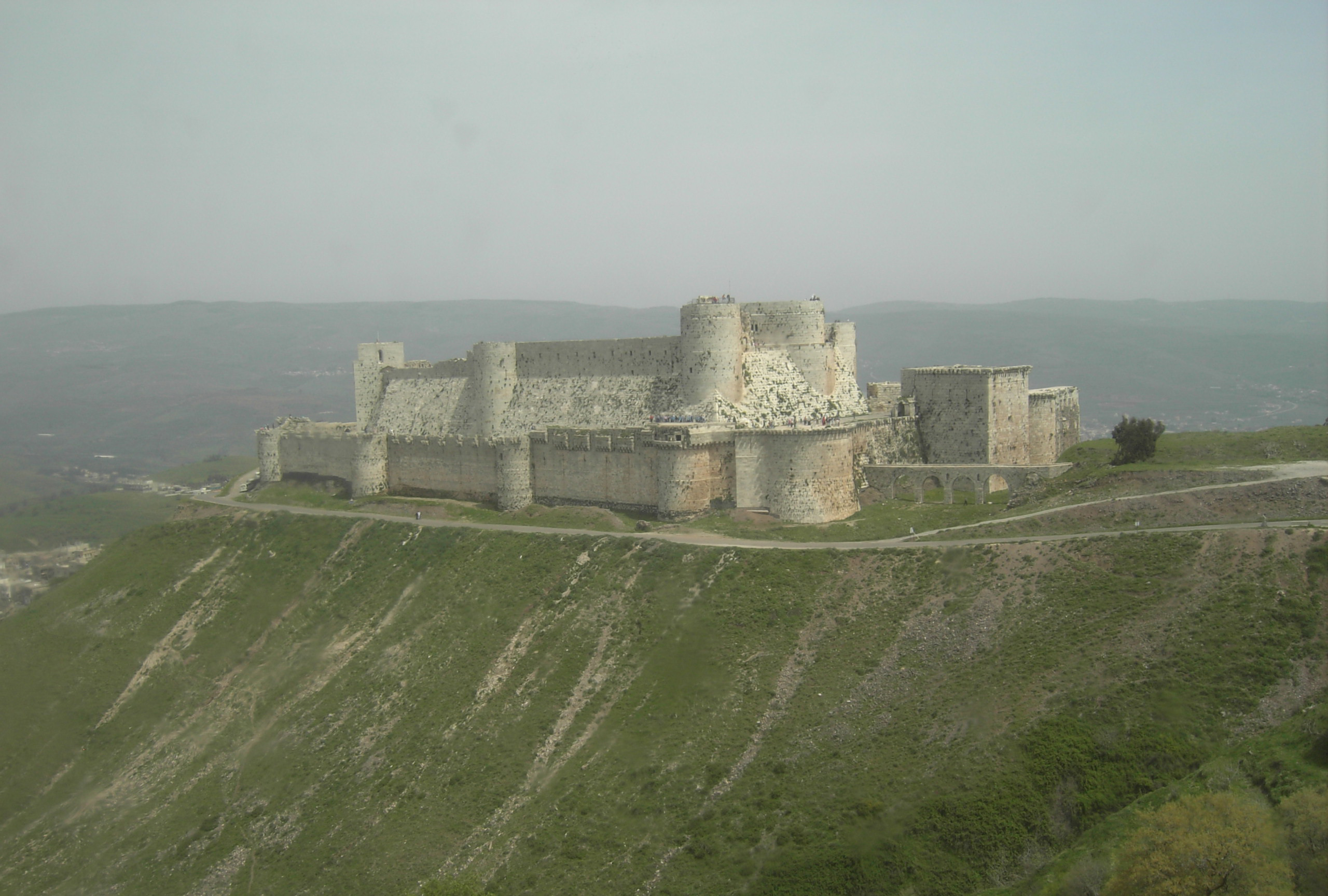
クラック・デ・シュヴァリエ
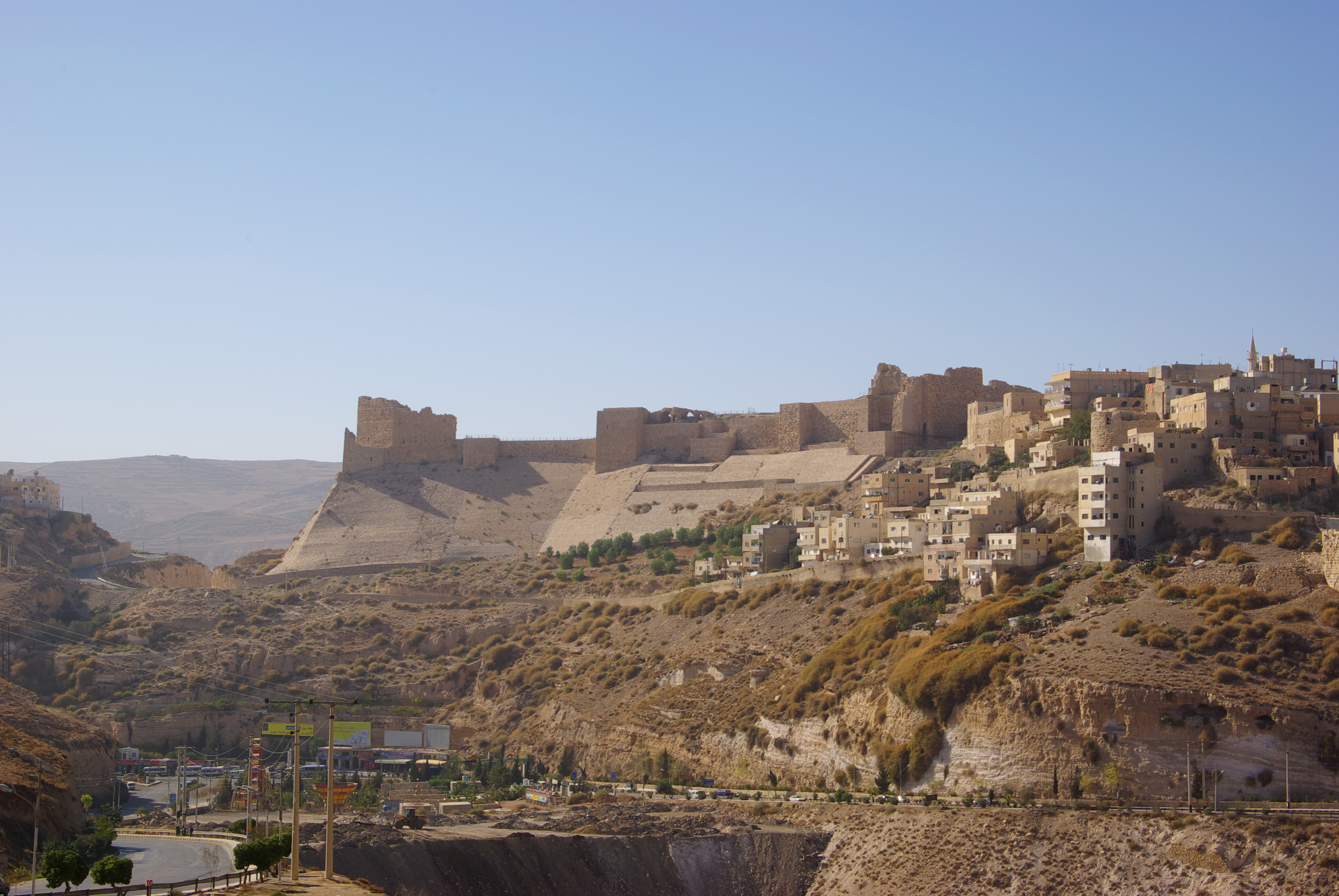
カラク城
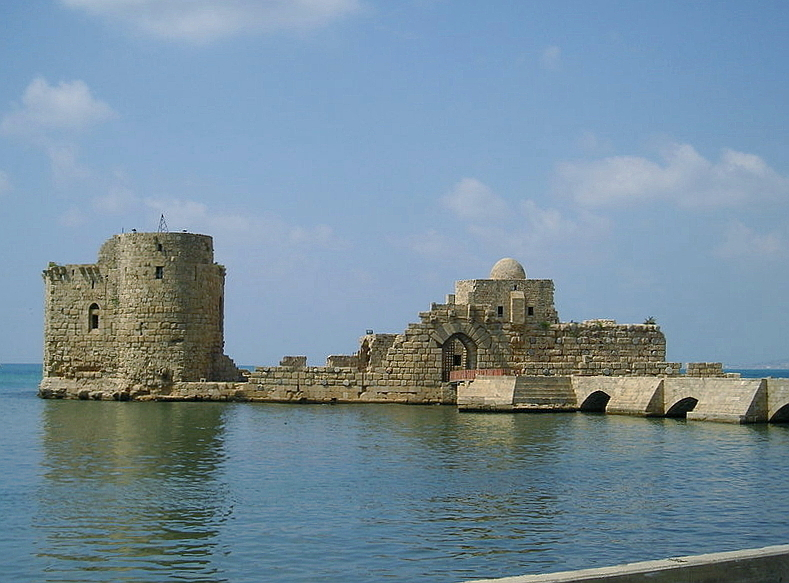
シドン海の城砦（en）
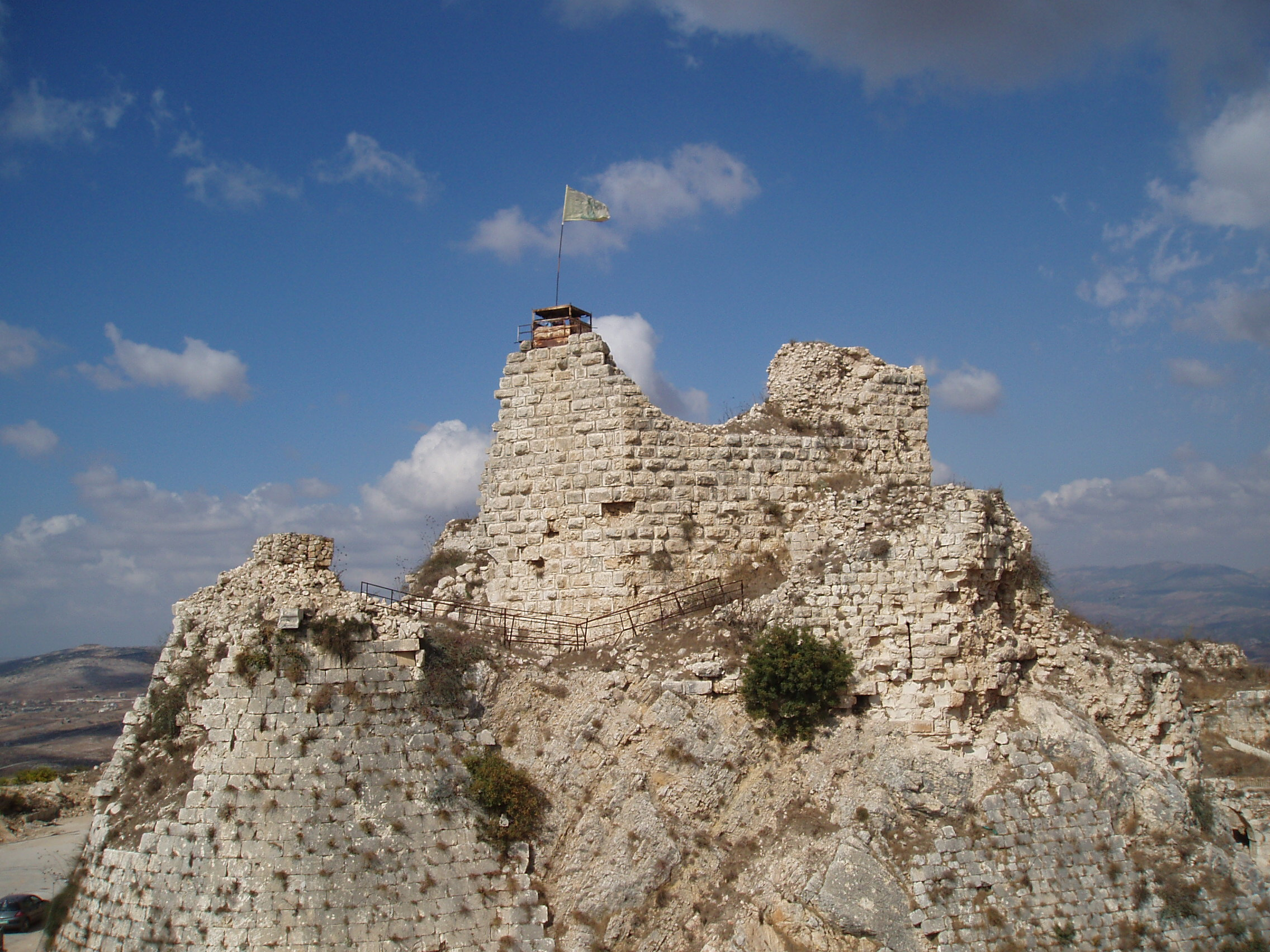
ボーフォール城（en）

### キプロス

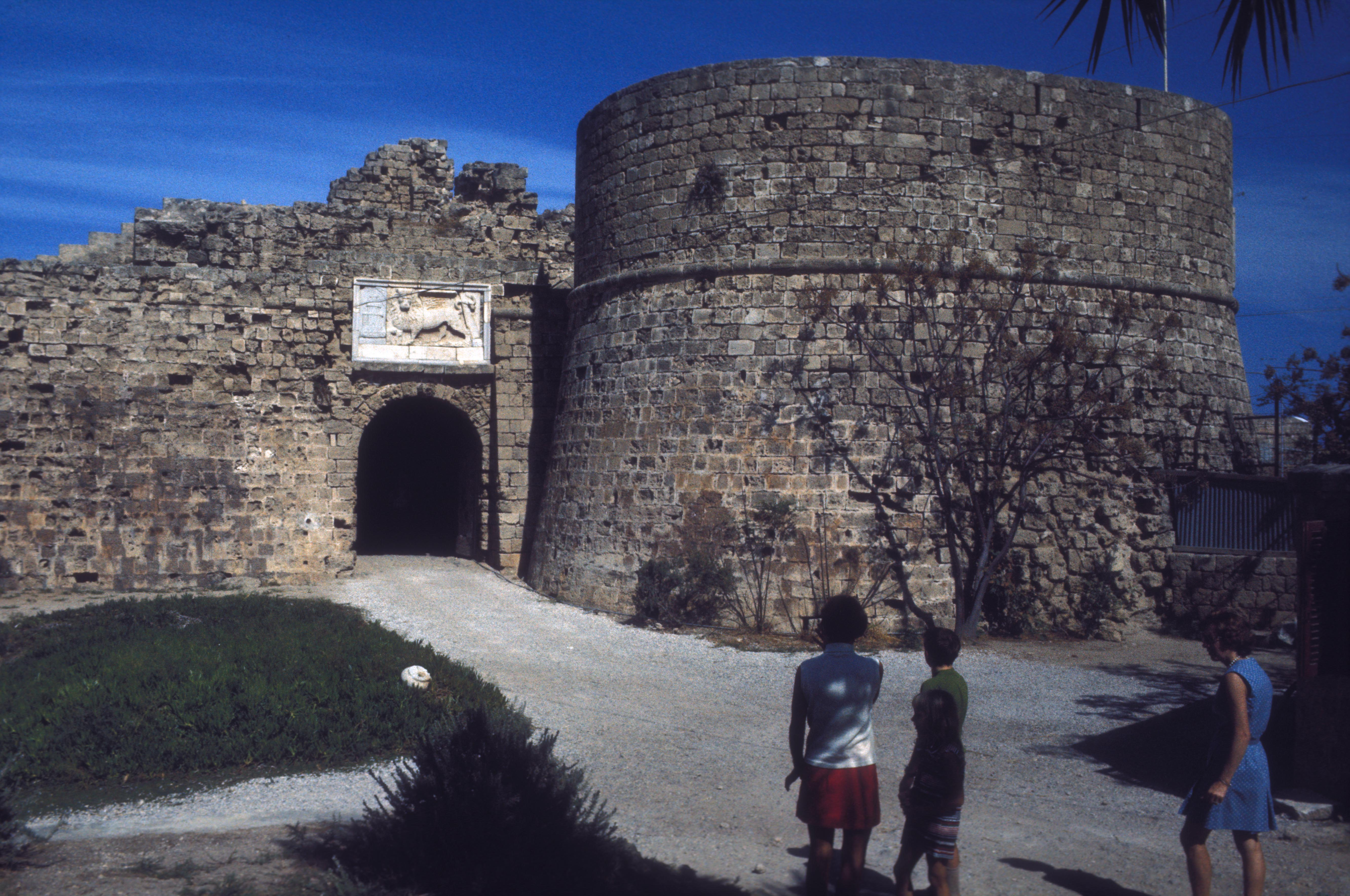
ファマグスタの宮殿
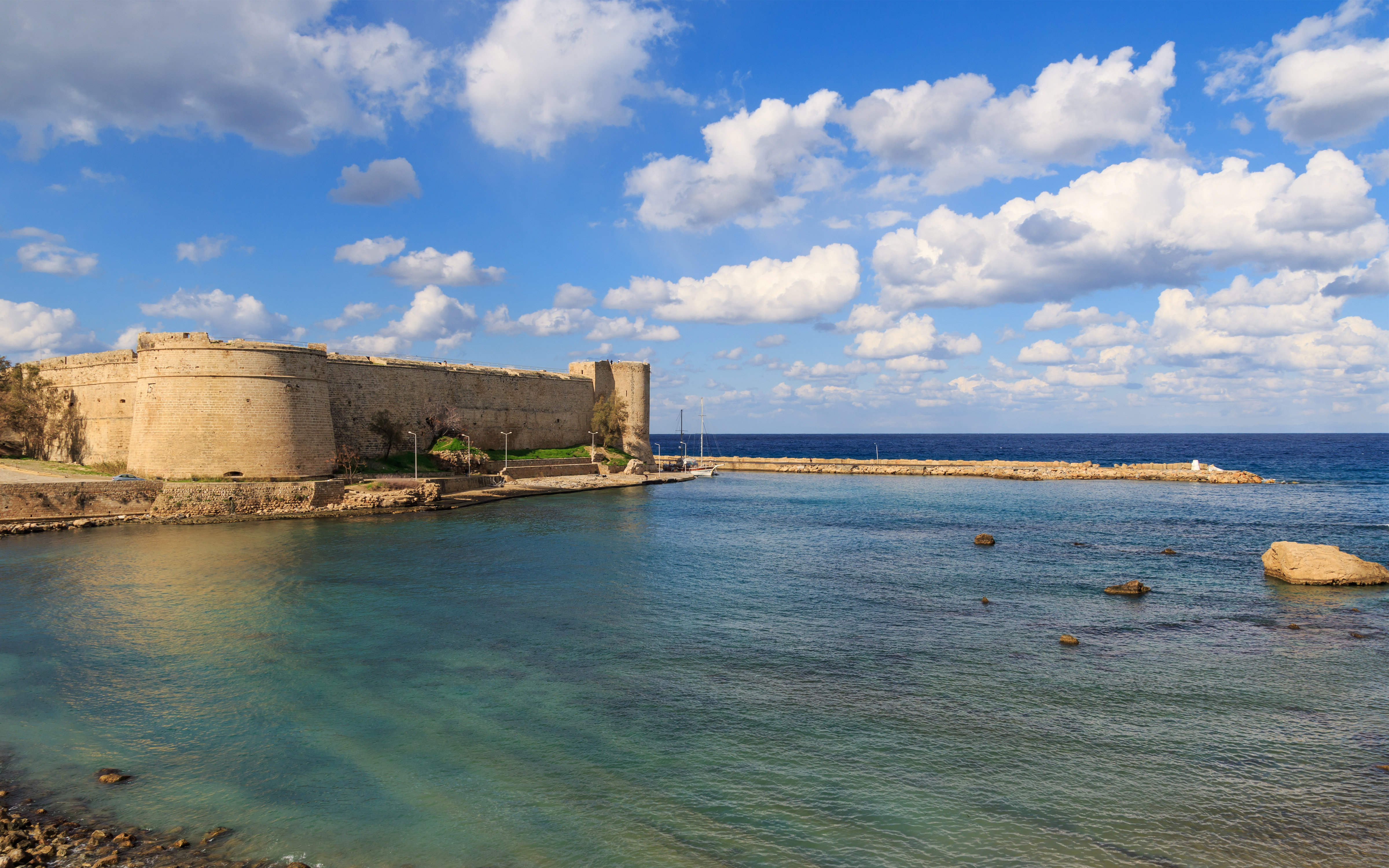
キレニア城
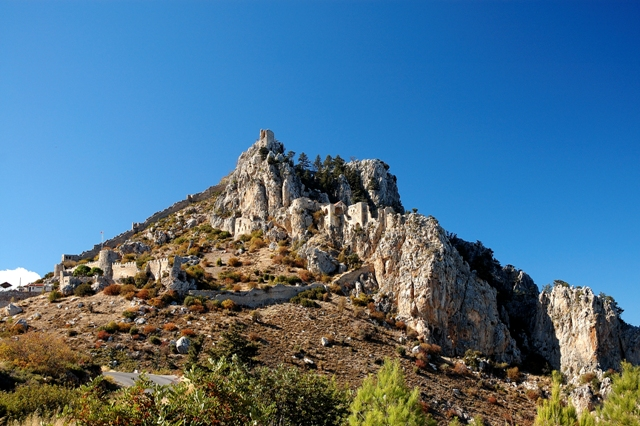
サン・イラリオン城（en）
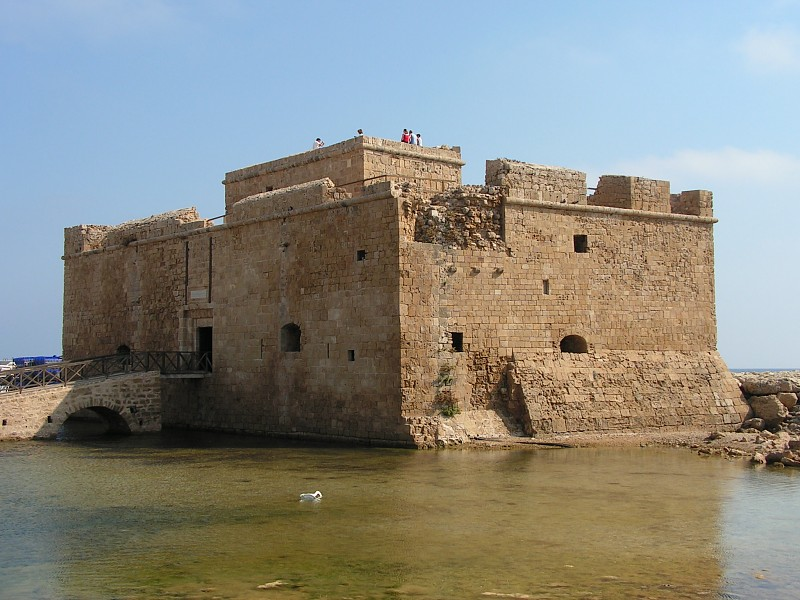
パフォス
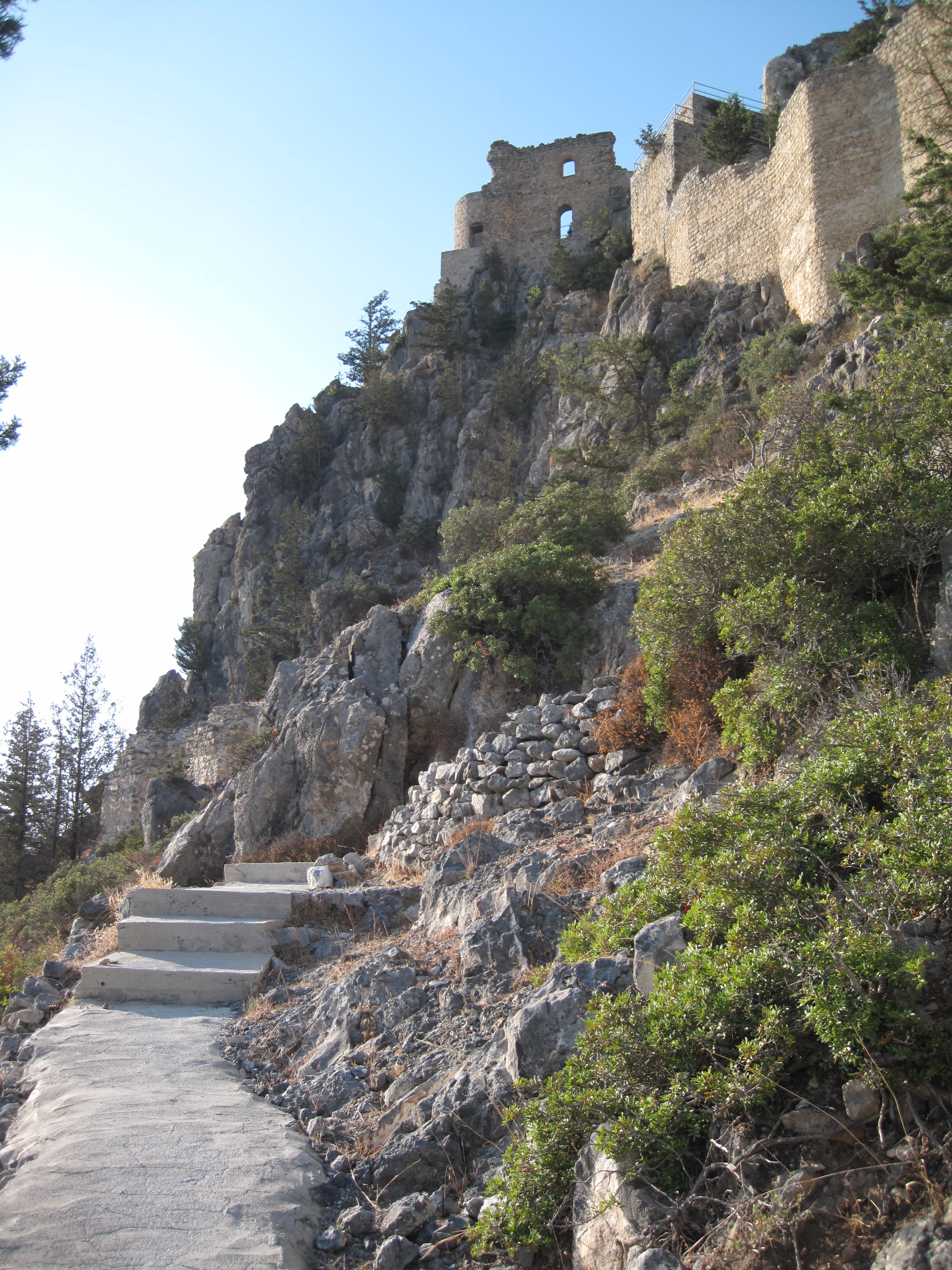
ブッファベント城（en）
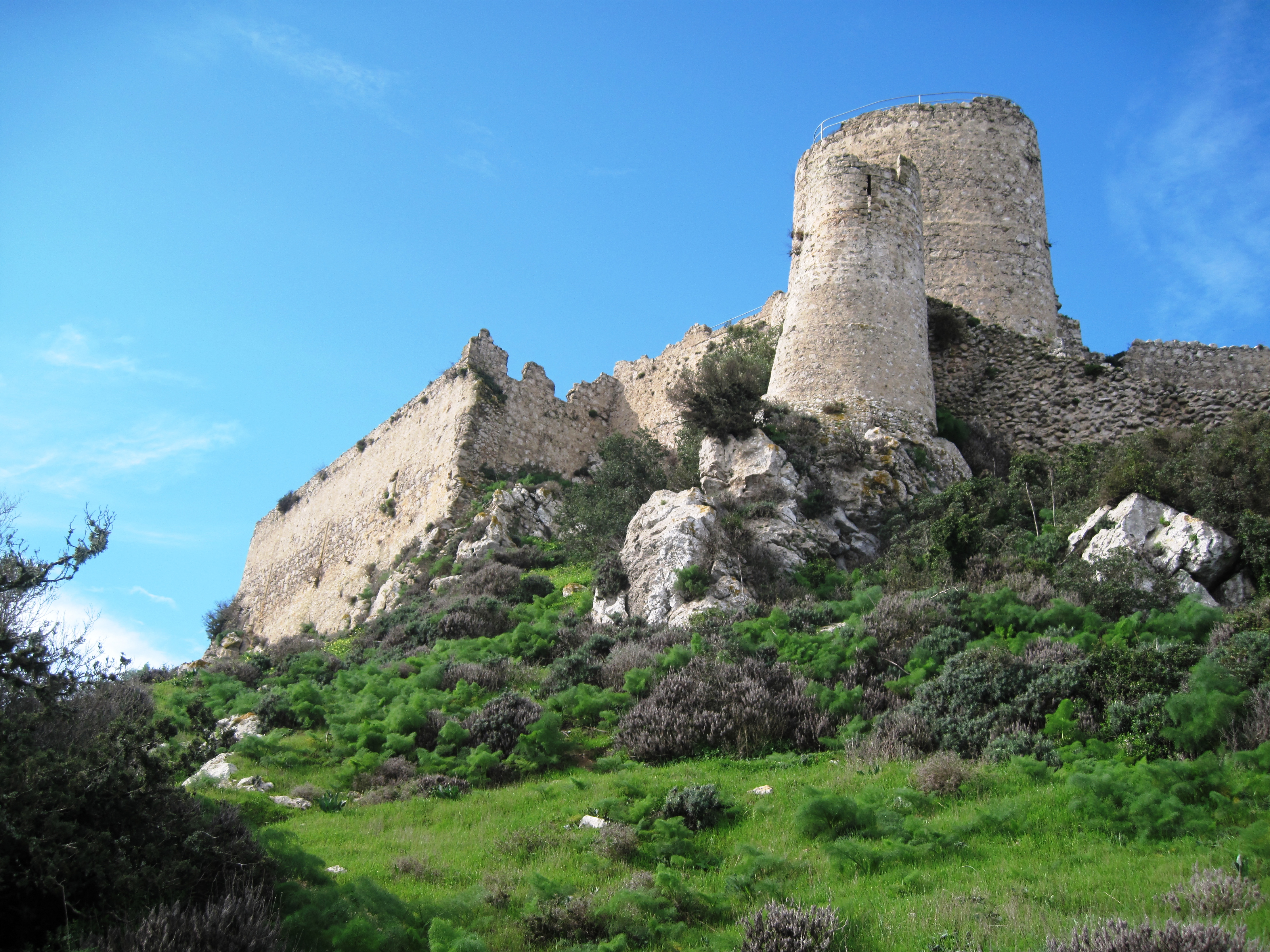
カンターラ城（en）

### キリキア

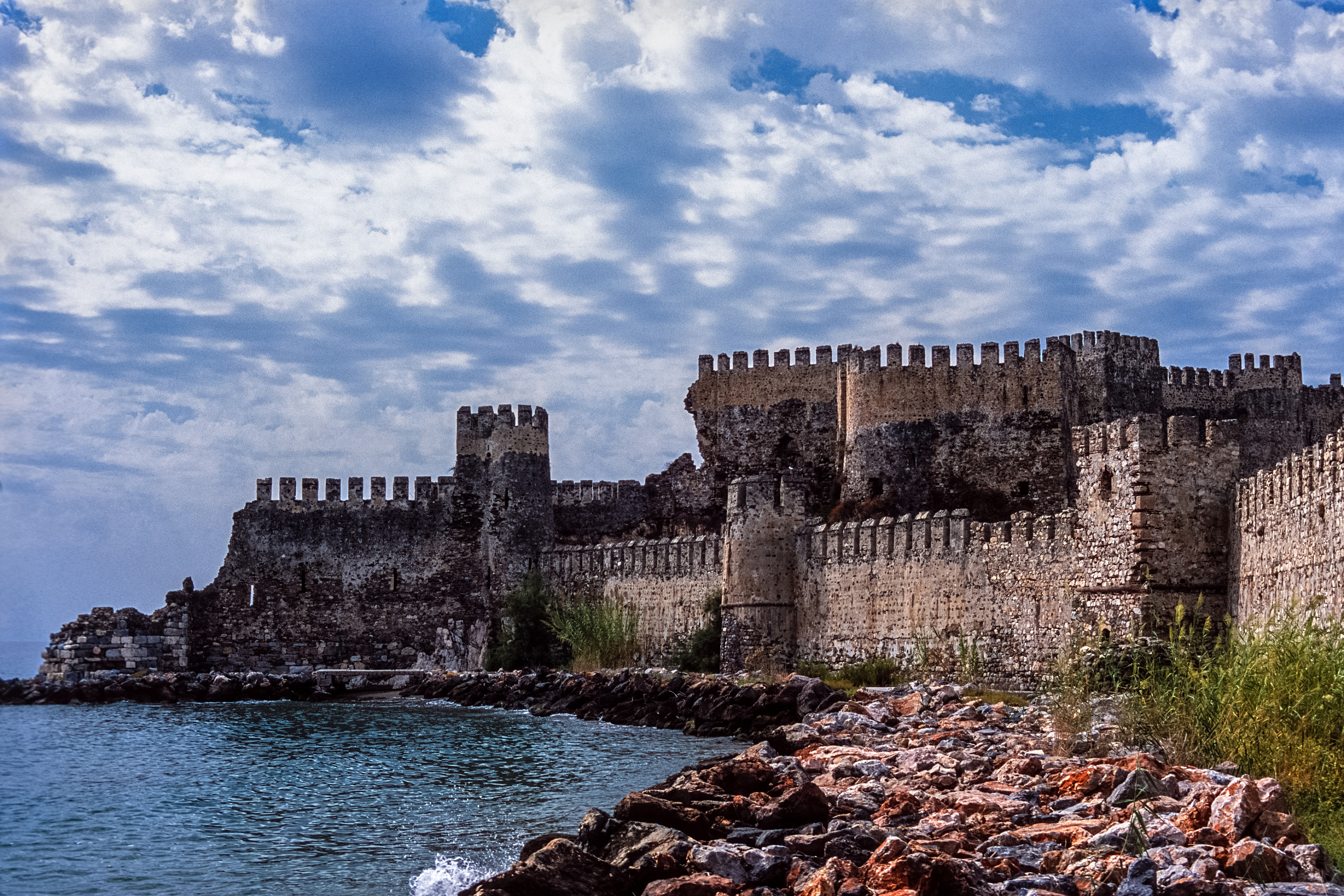
マムレ城（en）
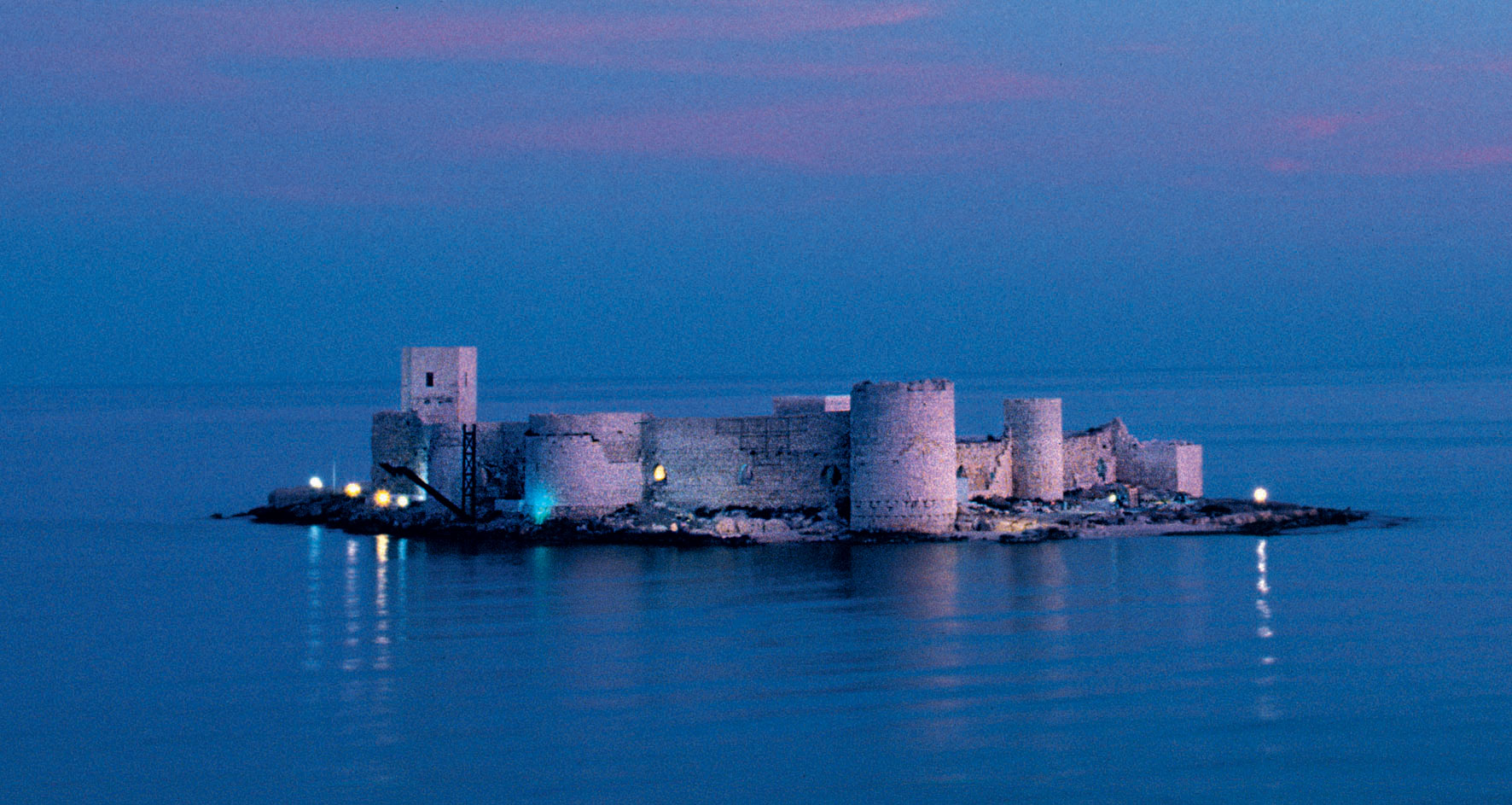
コリコス（en）
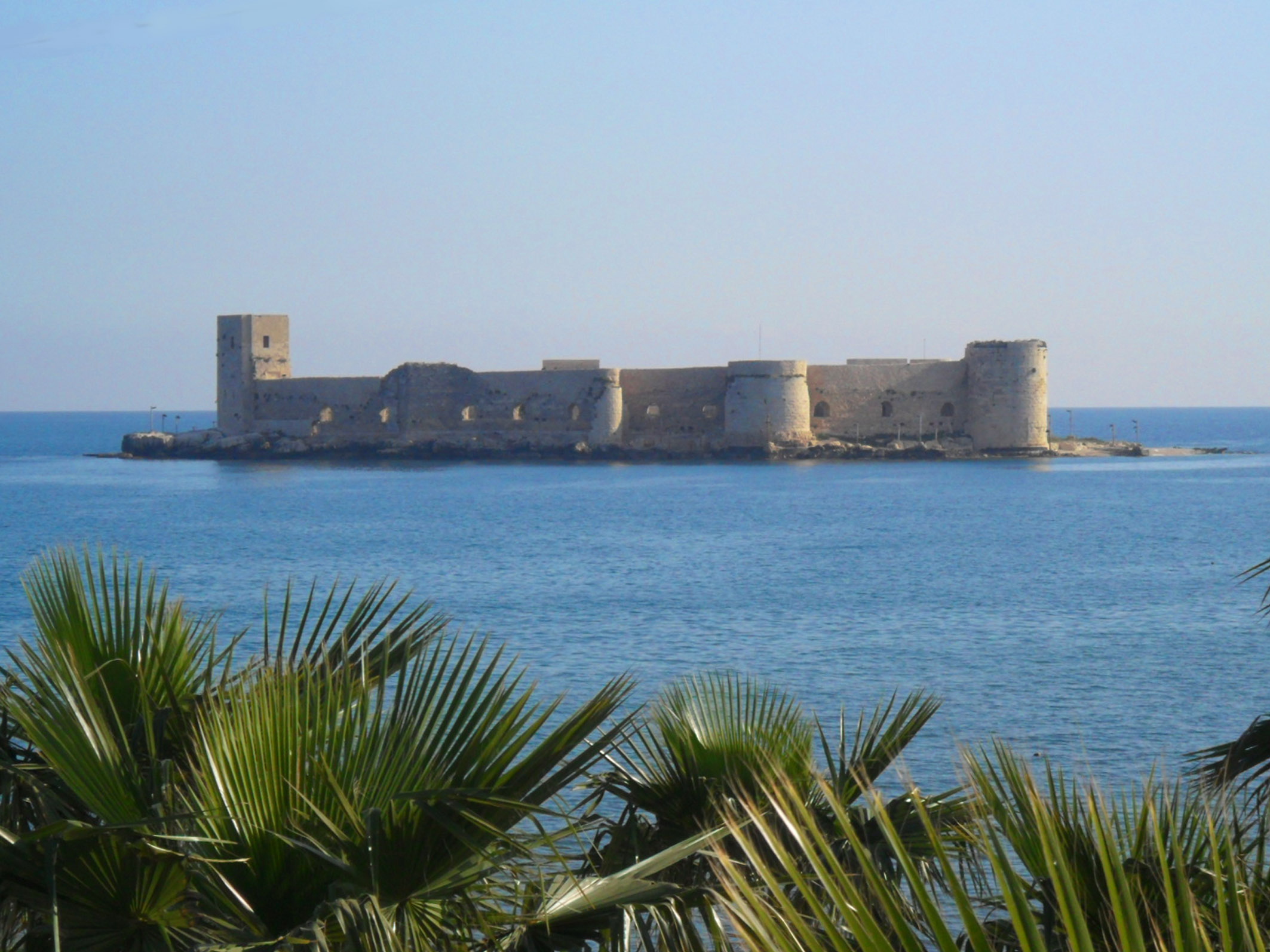
クズカレスィ（en）
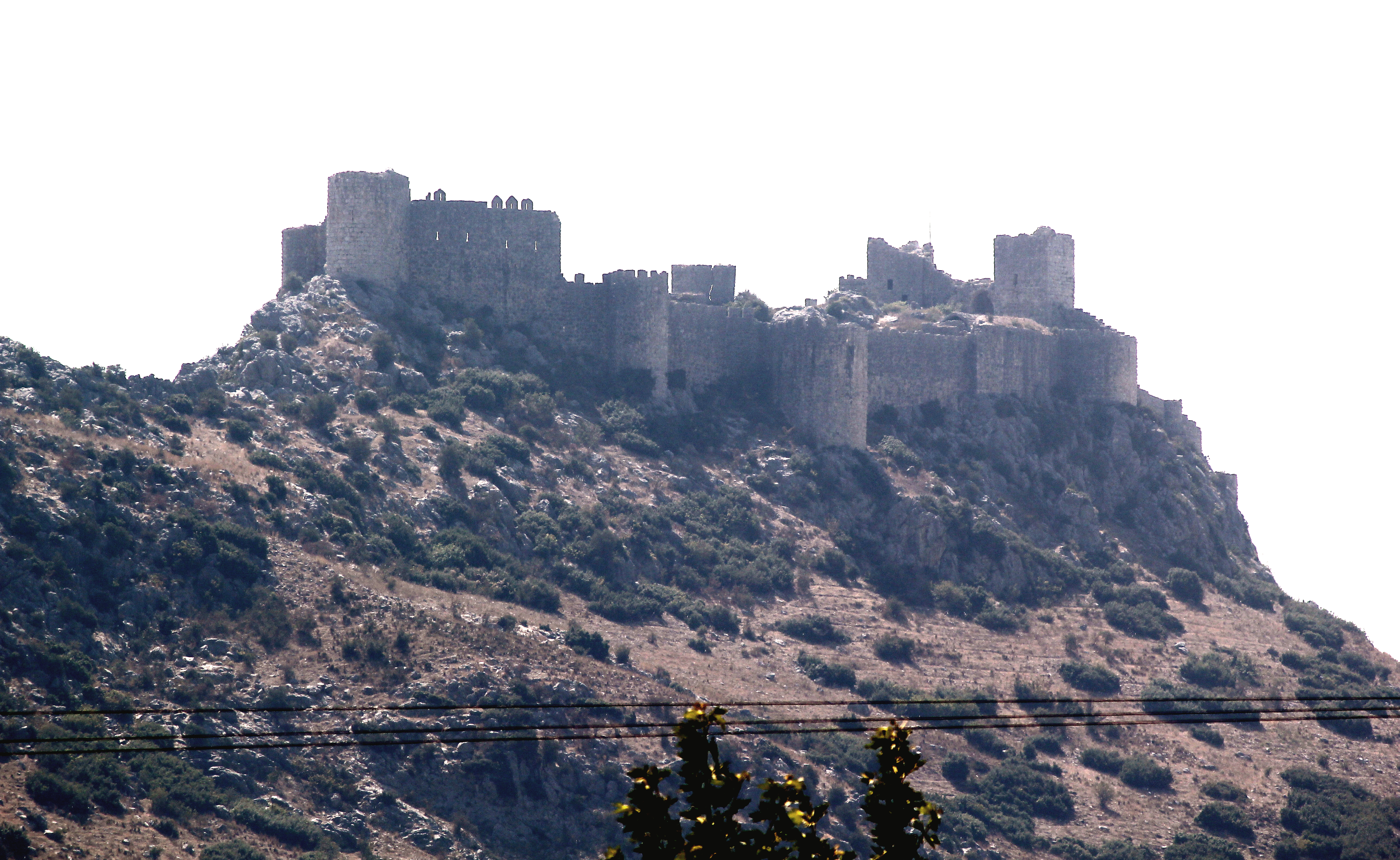
ユランカレ（en）、「蛇の城」

## 伝説

### メリュジーヌ

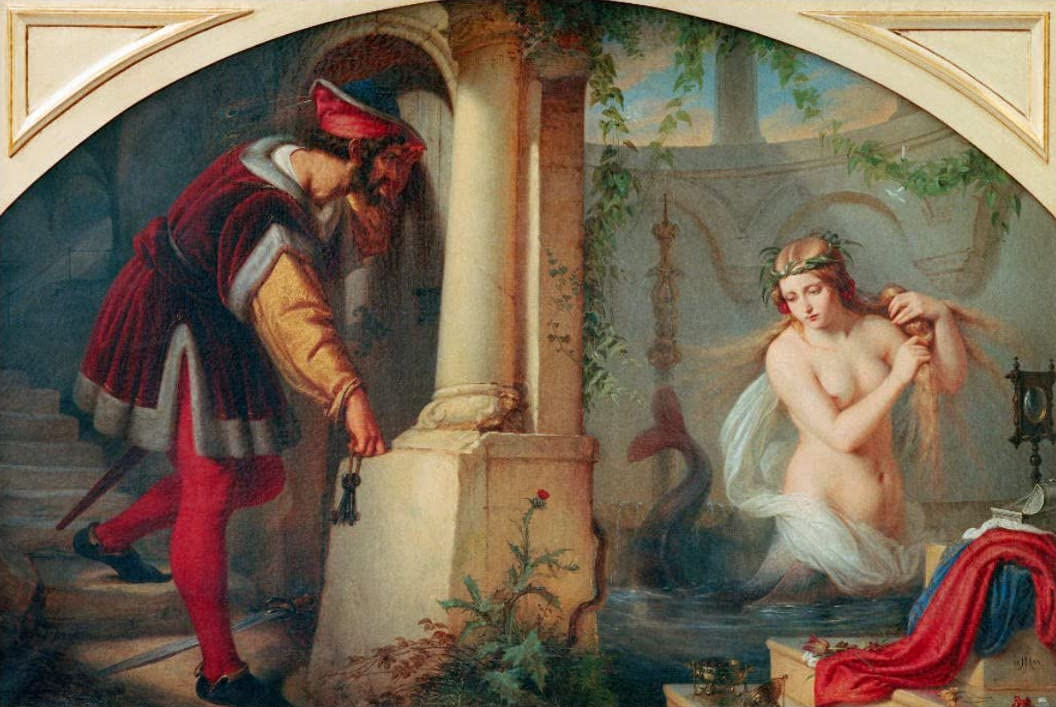
メリュジーヌの秘密が露見した。"Die schöne Melusine"、1844年、ユリウス・ヒューブナー（Julius Hübner）画。

ヨーロッパの伝承によると、リュジニャン家は妖精メリュジーヌが始祖という。伝説では、メリュジーヌはアヴァロンから亡命し、毎週土曜日に腰から下が蛇になるという。ある日、レーモンディン・ド・ポワトゥーが森の中で彼女に遭遇した。レーモンは狩猟中の事故で叔父を殺してしまい、取り乱していたところであった。メリュジーヌはレーモンディンの窮地を救い、レーモンディンは後にメリュジーヌを見つけ出した。レーモンディンはメリュジーヌにプロポーズし、メリュジーヌは、毎週土曜日には独りにしてほしいという条件で、プロポーズを受けた。
レーモンディンはこの条件を承諾し、2人は結婚し10人の子供をもうけ、一家を築いた。2人は15日間で城を築き、メリュジーヌの名から、リュジニャン城と名付けた。ある日、レーモンディンの兄弟が、なぜメリュジーヌは毎週土曜日に消えるのかと聞き、レーモンディンはそれが結婚の条件だと答えた。兄弟の1人がドアからのぞき、メリュジーヌが風呂に入っている所を見てしまった。するとメリュジーヌは腰から下が蛇、もしくは文献によると、人魚であった。その兄弟はレーモンディンにこれを話した。メリュジーヌはこれを聞くと、裏切りに泣き、ドラゴンに姿を変え、去っていった。メリュジーヌはリュジニャン家の人間が新たに領主になったときはいつも、城の上を飛んでいたという。マーメイドがリュジニャン家の紋章のクレストに、ドラゴンがサポーターに用いられているのはこのためである。それらのシンボルは一族のいくつかの城でも見られる。 
プランタジネット家もまた、メリュジーヌを祖先の1人としていた。

## 大衆文化に見られるリュジニャン家
- カンタベリー物語にキプロス王ピエール1世が登場する。
- 一族の神話上の祖先であるメリュジーヌは、スターバックスのロゴとして用いられている[16]。
- キングダム・オブ・ヘブンはヒッティーンの戦いおよびエルサレムの獲得を題材にしており、マートン・チョーカシュがギー・ド・リュジニャンを演じた。
- ジャック・アレヴィは1841年にオペラ「キプロスの女王（en）」を発表した。
- ギー・ド・リュジニャンはジョヴァンニ・ボッカッチョのデカメロンの主要な登場人物である。
- トマス・アクィナスの政治論「君主の統治について」は、キプロス王ユーグ3世のために書かれたものである。
- ウォルター・スコットは、「The Minstrelsy of the Scottish Border」（1802 - 1803）の中で、伝説上の生物メリュジーヌについて触れている。

メリュジーヌはポワトゥー伯ギー・ド・リュジニャンに決して自分の秘密に立ち入らないよう約束させ、結婚した。メリュジーヌは多くの子供を産み、魔術を使って夫のために多くの城を建てた。この結婚生活は、メリュジーヌが夫に見られないよう隠していた入浴時の変身した姿を、夫が見るまで続いた。メリュジーヌは夫が盗み見ているのを発見すると、すぐさまドラゴンに姿を変え、大きな悲嘆の叫び声をあげ去っていき、二度と現れなかった。しかし、ブラントームの時代に、メリュジーヌは子孫の守護者と考えられ、リュジニャン城が壊される前夜に塔の周りに吹く突風に乗って泣き叫ぶ声が聞こえたという。
- ジャック2世（"Zacco"とよばれる）とシャルロットの争いはドロシー・ダネット（Dorothy Dunnett）の小説『Race of Scorpions』に、歴史的背景として描かれている。